# Camorra
La camorra è un'organizzazione criminale di connotazione mafiosa originaria della Campania e una delle più antiche e potenti organizzazioni criminali in Italia, risalente al XVII secolo. La struttura organizzativa della Camorra è divisa in singoli gruppi chiamati clan, diversi tra loro per tipo di influenza sul territorio, struttura organizzativa, forza economica e modus operandi. Ogni "capo" o "boss" è il leader di un clan, in cui ci possono essere decine o centinaia di affiliati, secondo il potere e la struttura di ogni clan.
Tra le principali attività della camorra figurano il traffico di droga, le estorsioni, le infiltrazioni negli appalti pubblici, il traffico di armi, la contraffazione, l'usura, il racket, lo sfruttamento della prostituzione, il traffico e lo smaltimento illecito di rifiuti (in particolare quando si tratta dei clan casertani) e il riciclaggio di denaro. Inoltre, non è insolito che i clan della Camorra si infiltrino nella politica delle loro rispettive aree.
Secondo il procuratore di Napoli Giovanni Melillo, durante un discorso del 2021 della Commissione parlamentare antimafia, le forze di polizia sono concentrate sui due principali cartelli cittadini, attualmente considerati i più grandi e potenti di tutta la Campania, il clan Mazzarella e l'Alleanza di Secondigliano. Quest'ultima è un'alleanza dei clan Licciardi, Contini e Mallardo.

## Etimologia del termine
Far la camorra, nel linguaggio ordinario, significa prelevar un diritto arbitrario e fraudolento.»
(Marc Monnier, La camorra: notizie storiche raccolte e documentate, 1862)
Le ipotesi sull'etimologia del termine sono varie:
- Secondo l'enciclopedia Treccani e il linguista Massimo Pittau, sarebbe legato per similitudini fonetiche e semantiche al nome dell'antica città biblica di Gomorra.[12] Il passaggio semantico sarebbe avvenuto per traslazione attraverso il significato intermedio di vizio/malaffare e quindi di delinquenza/malavita.[13]
- Secondo lo studioso Abele De Blasio, professore all'Università di Napoli, deriverebbe dal termine Gamurra del XIII secolo, indicante un'associazione di mercenari sardi al soldo di Pisa, come riporta il primo tomo del Codex Diplomaticu Sardiniae.[14]
- Un'altra corrente ritiene sia connesso ad una bisca frequentata dalla malavita napoletana del XVII secolo.[3]
- In un documento ufficiale del Regno di Napoli risalente al 1735, troverebbe riscontro nel significato di tassa sul gioco, imposta dovuta ai protettori dei locali dediti al gioco d'azzardo.
- Si pensa anche possa fare riferimento alla gamurra che indossavano i lazzaroni napoletani, un indumento simile alla chamarra spagnola,[15] tipico dell'Italia tardo-medievale e rinascimentale. Nelle antiche commedie teatrali si ritrova spesso questo termine ad indicare un abito o una giacchetta molto corta.[16]
- Altri affermano che andrebbe connesso al termine morra, ovvero banda (o anche gruppo o frotta).[17] Per cui, chi ne avesse fatto parte sarebbe stato c' 'a morra (con la banda). Morra, comunque, può significare anche rissa.
- Secondo qualche autore campano, potrebbe inoltre derivare da ca' morra e cioè capo della morra. Nella Napoli settecentesca, infatti, il guappo di quartiere doveva risolvere le dispute tra i giocatori della morra (tipico gioco di strada).[18]
- Nel suo "Dizionario moderno" Panzini la fa derivare tale e quale dalla parola spagnola camorra, che significa "litigio".[19]

## Storia

### Le speculazioni sull'origine
L'ipotesi più accettata vuole che il termine sia nato direttamente in Campania, intorno al XVI-XVII secolo, trovando la sua radice etimologica originaria nella stessa espressione in napoletano e venendosi a formare dalla giunzione delle parole c' 'a-morra (con la morra), in riferimento all'omonimo gioco di strada. In virtù delle notizie storiche accertate, è assai condiviso datare ai primi anni del XIX secolo la nascita della camorra partenopea intesa come organizzazione criminale segreta, «una sorta di massoneria della plebe napoletana».
Secondo un'altra ipotesi storica, la società segreta che diede poi origine alla Bella Società Riformata si sarebbe invece formata nell'isola di Sardegna, a Cagliari, nel corso del XIII secolo sotto il nome di Gamurra e poi si sarebbe trasferita e diffusa a Napoli intorno al XIV secolo.
A detta di Marc Monnier, rettore della Università di Ginevra e tra i primi ad aver dedicato un testo sulla camorra e ad averla analizzata, il termine camorra sarebbe derivato da gamurra e avrebbe avuto origine non napoletana, bensì sardo-pisana: la prima citazione del termine si ha infatti in un documento medievale pisano. Una delle tante ipotesi storiche della camorra vede questa nascere e svilupparsi in periodo medievale nei quartieri portuali della città di Cagliari intorno al XIII secolo, quando era necessario per Pisa, che era allora riuscita a dirigere de facto la politica locale, controllare gli isolani ed evitare che questi potessero unirsi e creare sommosse; Pisa avrebbe così ingaggiato dei sardi facendoli costituire in bande di mercenari armati, il cui compito era quello di pattugliare i diversi borghi e mantenere così l'ordine pubblico. Tale modalità di contenimento dei conflitti e gestione di potere sarebbe passata in seguito dalle mani dei dominatori pisani a quelle dei governatori aragonesi: protettorato, gabelle, gioco d'azzardo e tangenti avrebbero fornito loro le entrate necessarie per mantenere in piedi tale organizzazione malavitosa, composta e diretta da capibastone della plebe. Questa ipotesi storica vuole che i gruppi di mercenari sardi abbiano, a un certo punto, lasciato Cagliari e la Sardegna alla volta della Campania, stabilendovisi nel XVI secolo, durante il governatorato spagnolo. A differenza delle altre organizzazioni criminali campane, diffuse soprattutto nell'entroterra rurale, tale organizzazione gruppale attecchì velocemente nel territorio partenopeo, tra la popolazione locale nei quartieri più popolosi, evolvendosi autonomamente in una struttura di famiglie (o clan) capitanate da criminali provenienti dai più bassi strati della società napoletana.
Questi, dando vita alla camorra propriamente detta, oltre a fungere da mercenari pagati dagli alti ceti sociali per esercitare il controllo delle bische, si rendevano allo stesso tempo anche autori di soprusi, abusando del potere loro conferito. Queste bande infatti commettevano illeciti ai danni dei popolani, come raccontato in un documento dell'epoca:
(dal libro "La camorra" di Marco Monnier)
I progenitori della camorra ottocentesca esistevano nel XVII secolo ed erano detti compagnoni che si muovevano in quattro e vivevano alle spalle di prostitute, controllando il gioco d'azzardo e facendo rapine. In ogni quartiere napoletano c'era un gruppo di compagnoni di cui era membro anche qualche nobile. Il loro luogo d'incontro era la taverna "del Crispano", presso l'attuale stazione di Napoli Centrale. Anche il canonico Giulio Genoino, ispiratore della rivolta di Masaniello, si faceva proteggere da compagnoni. Vi erano pure i cappiatori, ladri di strada, e i campeatori, rapinatori con coltelli. Alla fine del XVII secolo a Napoli ci furono 1338 impiccati, 17 capi giustiziati, 57 decapitati, 913 condannati alla galera. Nel periodo del vicereame spagnolo il criminale più noto fu Cesare Riccardi, detto "abate Cesare", a capo di una banda di criminali.

### Epoca borbonica: la carestia del 1764
Il medico e storico napoletano Salvatore De Renzi (1800 - 1872), in un saggio pubblicato nel 1868 sulla carestia nel Regno di Napoli del 1764, imputa alla presenza di camorristi una delle cause della carestia, poiché questi, intervenendo ad accaparrare a fini speculativi il grano ed altri generi alimentari, ne turbavano il libero mercato: "nel seno stesso delle amministrazioni si costituivano numerose consorterie di camorristi, i quali cercavano di profittare dei pubblici bisogni e le carestie avvenivano allora come effetto di deplorabili sistemi annonari e quale conseguenza della immoralità degli uomini ed erano meno scusabili della stessa peste".

### Epoca borbonica: laBella Società Riformata

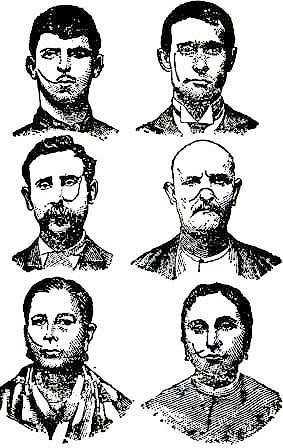
Uomini e donne della camorra sfregiati (disegni del 1906).

Nel 1820, in piena epoca borbonica, la "Bella Società Riformata" si costituì ufficialmente, riunendosi nella chiesa di Santa Caterina a Formiello a Porta Capuana; i camorristi napoletani definivano la loro organizzazione anche come "Società della Umirtà" o "Annurata Suggità" ("Onorata Società") per alludere alla difesa del loro "onore", che consisteva nell'omertà (Umirtà), cioè il codice malavitoso del silenzio e dell'obbligo a non parlare degli affari interni all'organizzazione con la polizia.
Per accedere all'organizzazione era previsto un vero e proprio rito di iniziazione definito "zumpata" (o dichiaramento) che consisteva in una sorta di duello rusticano. Questo si spiega soprattutto con il fatto che i camorristi ebbero sempre l'ambizione di imitare i nobili. Impiegando il coltello o la spada cercavano di dimostrare il loro "valore" in questa sorta di scontri. Le fasi preliminari della zumpata erano l'appìcceco, il litigio, il ragionamento, tentativo di composizione della controversia, banchetto e poi duello. Se il combattimento era all'arma bianca, si poteva tenere in una qualsiasi zona affollata; l'utilizzo di una pistola richiedeva, invece, un luogo solitario.
In origine il sodalizio si occupa principalmente della riscossione del pizzo da alcuni dei numerosi biscazzieri, che affollano le strade dei quartieri popolari di Napoli. Ben presto, però, conseguentemente all'unità d'Italia, il fenomeno dilaga e le estorsioni iniziano a danneggiare la quasi totalità dei commercianti. 
Nonostante le violenze e i crimini perpetrati, i camorristi godono della benevolenza del popolo al quale, in una situazione come quella post-unitaria di totale disinteresse delle istituzioni per i problemi sociali, garantiscono un minimo di "giustizia".
Tra le principali fonti di risorse economiche della camorra si ricordano:
1. Il “Barattolo” che era la percentuale di circa il 20% sugli introiti dei biscazzieri;
2. lo “Sbruffo” era, invece, la tangente su tutte le altre attività (dai facchini ai venditori ecc.);
3. un particolare regime di tassazione per la prostituzione;
4. il gioco piccolo (cioè il lotto clandestino).

Sotto il regno di Francesco I la camorra godette del favore della casa reale, ad essa erano anche affiliati Michelangelo Viglia valletto del re e la cameriera della regina, Caterina De Simone.
Nei primi anni del regno di Ferdinando II divenne famoso Michele Aitollo detto "Michele 'a Nubiltà', costui i giovedì presiedeva una sorta di corte di giustizia in un "basso" napoletano, per dirimere litigi fra persone del popolo minuto, e talvolta per questa sua funzione pacificatrice si pronunciava anche su persone inviategli da Luigi Salvatores, commissario di Pubblica Sicurezza del rione Porto, e perfino Gennaro Piscopo il prefetto di polizia. Intorno al 1840, Aniello Ausiello di Porta Capuana spadroneggiava. I guadagni alla sua paranza arrivavano dalla partecipazione alle periodiche aste organizzate dall'esercito, che vendeva in quel modo i cavalli di scarto.
Secondo Marc Monnier, "la camorra fu rispettata, usata spesso sotto i Borbone fino al 1848. Essa formava una specie di polizia scismatica, meglio istruita sui delitti comuni della polizia ortodossa, che occupavasi soltanto dei delitti politici. [...] Inoltre la camorra [...] era incaricata della polizia delle prigioni, dei mercati, delle bische, dei lupanari e di tutti i luoghi malfamati della città".  Con lo scoppio della rivoluzione infatti alcuni importanti camorristi (quali Luigi Cozzolino detto il "Persianaro", Michele Russomartino detto il "Piazziere", Andrea Esposito detto “Andreuccio di Porta Nolana” e addirittura il capo della camorra del quartiere Mercato Salvatore Colombo, entrato nella setta dell’Unità Italiana) passarono dalla parte dei liberali nella lotta anti-assolutista, partecipando agli scontri di piazza. Ciò determinerà le prime repressioni su vasta scala della camorra a Napoli, portate avanti dai ministri della polizia Gaetano Peccheneda prima (nel 1849-50) e Luigi Ajossa poi (nel 1859-60). La crescente attenzione della polizia borbonica per ragioni politiche porterà a scoprire attività estorsive dei camorristi su molteplici ambiti, oltre a quelli originari nelle carceri e sul gioco: dai vari mercati alimentari, ai servizi di trasporto, all’oreficeria e al contrabbando. In questi anni si consumerà anche il primo delitto eccellente con l'omicidio in carcere dell'ispettore Michele Ruggiero per la rottura dell'equilibro tra camorra e funzionari dello Stato borbonico.

### Il ruolo nell'unificazione italiana
Dopo che nel 1860 Garibaldi sbarcò in Sicilia, se è vero che Liborio Romano, chiamato dai Borbone al governo quando la situazione era disperata, si servì dei camorristi per mantenere l’ordine pubblico a Napoli (semplicemente per evitare i saccheggi della plebe urbana visto che i gendarmi erano fuggiti e non esisteva più alcuna forza di polizia) nella transizione dal regime borbonico alla dittatura di Garibaldi, è altrettanto vero che, poco tempo dopo, il ministro abruzzese Silvio Spaventa, esponente della Destra Storica, arrestò i capi di camorra più noti, deportandoli nelle carceri dell'isola di Ponza, non concedendo loro nessun privilegio (a causa del continuamento di atti delinquenziali). Il primo capo riconosciuto della camorra, nel 1861, fu Salvatore De Crescenzo, meglio conosciuto come "Tore 'e Crescienzo" già noto dal 1849 nelle cronache giudiziarie. In quell'anno aveva ferito gravemente un caporale di marina, Vincenzo Bornei e successivamente un altro camorrista, Sabato Balisciano. Sempre nel 1849, aveva poi ucciso un detenuto, Luigi Salvatore detto 'de' Zappari'. Fu proprio a Ponza, nel 1861, che si ebbe la prima scissione all’interno della camorra, in occasione di un piano cospirativo contro il governo, organizzato da un gruppo formato dal parroco don Giuseppe Vitiello, da don Saverio Izzo, da Salvatore Califano, Salvatore Verde, Michelangelo Montella, Crescenzo Colonna, Davide Onorato, Salvatore Migliaccio e Raffaele Matera. I camorristi richiusi nel carcere dell'isola di Ponza appoggiarono il piano, mandando a Napoli un messaggero con una lista di liberali, da consegnare al marchese del Tufo, referente dei reazionari napoletani. Alcuni affiliati però si dissociarono, a causa anche di rivalità all’interno della camorra stessa. Fecero capire al dicastero dell’interno e alla polizia di essere in possesso di notizie importanti in grado di sventare il piano cospirativo, “previo un accordo interpersonale”. Raffaele Manzi, vice ispettore di Porto, si recò a Ponza per interrogare i capi “scissionisti” Paquale Merolla, Pasquale Capozzi, Gaetano Merolla, Luigi Schiavetta e Antonio Lubrano. Grazie alle informazioni ricevute da costoro l'insurrezione fallì. I camorristi dissociati non ebbero però speranza di libertà, furono trasferiti infatti nel carcere di Castelcapuano. La ritorsione del gruppo guidato da De Crescenzo arrivò il 3 ottobre 1861, quando nel carcere di Castelcapuano Antonio Lubrano detto “Totonno a Porta ‘e Massa”, non appena entrò nella sua sezione carceraria, venne ucciso con sette pugnalate inferte da alcuni detenuti, esecutori della sentenza di morte avente come mandante proprio Salvatore De Crescenzo.
Si decise di lasciare il controllo di Napoli alla camorra durante la fase di transizione del regno anche al fine di evitare possibili rivoluzioni incoraggiate dai Borbone in esilio, con conseguente saccheggio della città, così come già avvenuto nel 1799 e nel 1848. Il nuovo sottosegretario degli interni nel nuovo governo luogotenenziale, Silvio Spaventa, coadiuvato dal nuovo prefetto di Polizia Filippo De Blasio, ruppe con la camorra e cercò di estirpare il fenomeno e ripristinare la legalità:
(Antonio Fiore, Camorra e polizia nella Napoli borbonica (1840-1860))
Nel 1911, si tenne a Viterbo il processo Cuocolo per l'omicidio di Gennaro Cuocolo e Maria Cutinelli e, grazie alle confessioni del camorrista pentito Gennaro Abbatemaggio, vennero inflitte severe pene ai maggiori esponenti dell'organizzazione. La sera del 25 maggio 1915, nelle Caverne delle Fontanelle, nel popolare rione Sanità, i camorristi, presieduti da Gaetano Del Giudice, decretarono lo scioglimento della Bella Società Riformata; in realtà l'associazione era già stata decimata nel corso del processo Cuocolo.

### Il XX secolo, il ventennio fascista e il secondo dopoguerra
Mussolini sottovalutò il fenomeno camorristico, tanto che concesse la grazia a molti dei camorristi condannati a Viterbo, sicuro che nel nuovo assetto dittatoriale questi non avrebbero costituito più un pericolo. Molti delinquenti diventarono squadristi entrando a far parte delle squadre fasciste ed ebbero in cambio il silenzio sul loro passato. Nel 1921, proliferano i sindacati padronali da contrapporre a quelli operai. Il fascismo usa una tattica abile. Usa i camorristi per reprimere la delinquenza, con il miraggio di cancellare loro i reati e assicurare impieghi. In molti si prestano a questo disegno.
Negli anni di crescita del fascismo, quando nel partito di Mussolini a Napoli si fronteggiano il movimentismo di Aurelio Padovani con le tendenze istituzionali di Paolo Greco, nei diversi quartieri gli appoggi malavitosi non sono chiari. E, naturalmente, per animarli, servono squadre armate pronte a tutto, che non hanno nulla da perdere. Il primo sindacato padronale è quello dei camerieri. Nasce con l'appoggio di Guido Scaletti, piccolo camorrista della zona dei Quartieri Spagnoli. Arturo Cocco, ad esempio, camorrista del quartiere Sanità aveva fiutato il vento e si era gettato tra le braccia del regime. Il suo ascendente nella sua zona d'origine poteva ben servire a controllare che tutto andasse a dovere e la polizia si avvantaggiava dei servigi di Cocco. Un altro camorrista violento, Marco Buonocuore, sparò a un operaio antifascista e ottenne buoni incarichi pubblici. L'iscrizione al Partito Fascista era comunque agevolata, senza tener conto della fedina penale. Al quartiere Sanità, Salvatore Cinicola, detto macchiudella con un passato da guappo, fu ben lieto, in cambio di favori e onori, di diventare informatore della polizia, facendo, come amava ripetere da veleno della malavita. Il 25 luglio del 1943, con la caduta di "Mussolini", la gente del quartiere tentò di linciarlo. Fu proprio Luigi Campoluongo a salvarlo. La vita gli fu risparmiata, ma la gente lo costrinse comunque a girare per via dei Vergini tutto imbrattato di sterco. Anche a Bagnoli ci furono personaggi violenti impegnati a tenere a freno gli operai dell'Ilva (poi Italsider): i fratelli Vittorio e Armando Aubry. In cambio, fino al 1935, ottennero l'appalto delle operazioni di carico e scarico ai pontili della fabbrica. Un controllo che consentiva anche buoni guadagni con il contrabbando, che passava attraverso quella piattaforma. Poi, cominciò la stretta del regime. La mano ferma contro la criminalità, che agli inizi era servita al fascismo per affermarsi. Centinaia di delinquenti, piccoli e grandi, vennero inviati al confino. L'obiettivo era duplice: arrestare i camorristi scomodi, restii ai patti con la polizia: dare all'opinione pubblica dimostrazione di una mano ferma contro la criminalità, legando ancora di più al regime i delinquenti più morbidi. Scrive Paolo Ricci: "La camorra aveva riacquistato parte nella sua consistenza nel marasma del dopoguerra. Tuttavia essa non aderì in un primo momento che in minima parte all'invito dei fascisti.[...] Fu un periodo confuso, in cui in certi quartieri (ad esempio ai Vergini) la camorra (o quello che rimaneva, trasformata, adattata ai nuovi tempi, di essa) si alleò con il popolo nella lotta contro le squadracce d'azione e in altri quartieri, specie in quelli di periferia, invece, i guappi facevano parte delle squadre di azione [...] Nelle fabbriche i padroni e i dirigenti puntavano sui guappi per spezzare l'unità operaia. Nel 1937, Genovese venne accusato di aver ordinato l'omicidio del gangster Ferdinando "Fred" Boccia, che era stato assassinato perché aveva preteso per sé una grossa somma che lui e Genovese, barando al gioco, avevano sottratto ad un commerciante; per evitare il processo, Genovese fuggì in Italia, dove si stabilì a Nola. Nel giro di poco tempo giunse a legarsi ad alcuni gerarchi fascisti, tanto da finanziare anche la costruzione di una Casa del Fascio a Nola. Si presume, inoltre, che fosse lui a rifornire abitualmente di cocaina il gerarca Galeazzo Ciano, genero di Mussolini.
A Casignana spararono contro i contadini che avevano occupato le terre. 
Nell'immediato dopoguerra, il soggiorno obbligato a Napoli, imposto dal governo degli U.S.A. al boss di Cosa nostra statunitense Lucky Luciano contribuì al superamento della dimensione locale del fenomeno e all'inserimento dei camorristi campani nei grandi traffici illeciti internazionali, quali il contrabbando di sigarette in collegamento con il clan dei marsigliesi. 
Tuttavia, in questa fase, la camorra non ha la struttura verticistica che la caratterizzava nei secoli precedenti, né tanto meno ha un potere decisionale sugli affari che svolge con la mafia, per i quali molto spesso è solo un vettore e si presenta come una pluralità di famiglie più o meno legate tra loro. È ancora l'epoca della "camorra dei campi" e dei mercati. Infatti, una delle figure di spicco del periodo è Pasquale Simonetti, (detto Pascalone 'e Nola per il suo grosso fisico e per la sua origine), un camorrista che controllava il racket dei mercati generali di Napoli, la cui uccisione sarà poi vendicata da sua moglie Assunta Maresca (detta "Pupetta"), il cui processo penale avrà un'eco di livello nazionale.

### Gli anni dai '70 ai '90: dallaNuova Camorra Organizzataalclan dei casalesi
Gli anni 1973-1974 videro un boom del contrabbando di sigarette estere, che aveva il suo centro di smistamento a Napoli: infatti nei primi anni settanta numerosi mafiosi palermitani (Stefano Bontate, Vincenzo Spadaro, Gaetano Riina e Salvatore Bagarella) vennero inviati al soggiorno obbligato in Campania, consentendogli di avviare rapporti con Michele Zaza, fratelli Nuvoletta, Antonio Bardellino e altri camorristi napoletani, attraverso i quali acquistavano i carichi di sigarette; addirittura nel 1974 i mafiosi siciliani provvidero ad affiliarli a Cosa nostra in modo da tenerli sotto controllo e lusingarne le vanità, autorizzandoli anche a formare una propria Famiglia a Napoli: secondo il collaboratore di giustizia Antonino Calderone, il capo della Famiglia di Napoli era Salvatore Zaza (fratello di Michele), il consigliere era Giuseppe Liguori (detto "Peppe 'o Biondo", suocero di Michele Zaza) e i capidecina erano Giuseppe Sciorio e i fratelli Nuvoletta.
Nella metà degli anni '70, dal carcere di Poggioreale, nel quale è rinchiuso per omicidio, Raffaele Cutolo inizia a realizzare il suo progetto: ristrutturare la camorra come organizzazione gerarchica in senso mafioso, sfruttando il nuovo business della droga; nasce così la Nuova Camorra Organizzata (N.C.O.).
La NCO tentò di imporre il controllo su tutte le attività illecite e ciò spinse le organizzazioni contrabbandiere napoletane e siciliane, rappresentate da Zaza, Alfieri e da Bardellino, a riunirsi sotto il nome di Nuova Famiglia (NF), per portare guerra alla camorra cutoliana. La guerra tra le due organizzazioni criminali fu spietata e si concluse nei primi anni ottanta con la sconfitta della NCO. Le vittime furono molte centinaia, tra esse anche molti innocenti. In questa fase ci fu anche una connessione, generata dal "Caso Cirillo", tra camorra e Brigate Rosse. 
A seguito della grande faida tra le due organizzazioni camorristiche, a inizio anni '80 si sviluppò il fenomeno del "pentitismo" da parte di affiliati dissociatisi, il che portò al maxi-blitz del 17 giugno 1983 ("il venerdì nero della Camorra") e al Maxiprocesso alla NCO di Cutolo.
Nel 1992 il boss Carmine Alfieri tentò di dare alla malavita organizzata nella regione una struttura verticistica creando la Nuova Mafia Campana (NMC), anch'essa scomparsa dopo poco tempo, ma nel corso degli anni '90 la camorra rafforza la sua struttura di tipo orizzontale (con varie bande territoriali più o meno in lotta tra loro) non verticistica, fatta eccezione per alcuni pochi cartelli, tra cui il clan dei Casalesi che si strutturò in modo verticistico, formato da una dozzina di clan con una cassa comune.

### Il movimento anticamorra
Dopo una lunga serie di omicidi, nel mese di novembre 1982 il vescovo di Acerra, Monsignor Antonio Riboldi, nel corso di un'assemblea studentesca organizzata nel teatro vescovile della città, sfidò gli studenti con questa parole: "Io ho deciso di non vivere come una talpa, non so voi. Da stasera uscirò per strada senza paura". Una sfida diretta alla camorra che fu raccolta dagli studenti. Attraverso il passaparola tra gli allievi degli istituti superiori dell'area nolana venne organizzata un'assemblea ad Ottaviano, il paese natale e "regno" del capo della N.C.O. (Nuova Camorra Organizzata), Raffaele Cutolo.  Il 12 novembre del 1982 circa un migliaio di studenti attraversò Ottaviano con alla testa il vescovo Riboldi, per poi riunirsi nel cortile del liceo classico Diaz di Ottaviano. Nel corso del mese altri cortei furono organizzati in tutta la Campania e un nuovo appuntamento fu fissato per il 17 dicembre '82: una marcia di alcuni chilometri da Somma Vesuviana a Ottaviano. Furono oltre diecimila i partecipanti e alla testa degli studenti, oltre al don Riboldi, c'erano il vescovo di Nola, Monsignor Giuseppe Costanzo, il segretario regionale del Pdup, Raffaele Tecce, quello del Pci, Antonio Bassolino, il segretario nazionale della Cgil, Luciano Lama. Gli operari del distretto industriale di Pomigliano d'Arco proclamarono uno sciopero di quattro ore e marciarono insieme con gli studenti. Dal palco, a nome delle migliaia di allievi arrivati dalle scuole di tutta la provincia di Napoli, parlò uno studente del liceo classico di Pomigliano, Pietro Perone che divenuto giornalista ha pubblicato un libro su quella stagione, "Don Riboldi il coraggio tradito".
La manifestazione ebbe grande eco sulla stampa e nei telegiornali della Rai, passata alla storia come la marcia dei diecimila ragazzi che sfidarono la camorra. Nei mesi successivi la mobilitazione si estese anche al resto d'Italia: cortei e assemblee furono organizzate in decine di città per giungere a una manifestazione nazionale l'11 febbraio del 1983 a Napoli, quando una marea di studenti attraversò la città fino alla Villa Comunale gridando slogan contro mafia, camorra e 'ndrangheta. L'anno successivo la mobilitazione approdò a Roma e gli studenti furono ricevuti dal presidente della Repubblica, Sandro Pertini. Una stagione di grande coraggio e di speranza di cui si era perduta la memoria fino al 2022 quando, in occasione del quarantennale, sono state organizzate una serie di incontri a partire dal libro che rievoca la figura del vescovo Riboldi e la sfida lanciata insieme con i suoi "ragazzi".

### Terra dei Fuochi
La definizione di Terra dei fuochi comprende un territorio di 1076 km², nel quale sono situati 57 comuni, nei quali risiedono circa 2 milioni e mezzo di abitanti: 33 comuni sono situati nella provincia di Napoli e 24 comuni sono ubicati nella provincia di Caserta. È compresa circa un terzo della provincia napoletana, mentre del casertano è colpita soprattutto la parte meridionale e sud-occidentale.
Una catena montuosa enorme che – come fosse stata fatta esplodere – si è dispersa per la parte maggiore nel sud Italia, nelle prime quattro regioni con il più alto numero di reati ambientali: Campania, Sicilia, Calabria e Puglia. Lo stesso elenco di quando si parla dei territori con i maggiori sodalizi criminali, con il maggior tasso di disoccupazione e con la partecipazione più alta ai concorsi per volontari nell'esercito e nelle forze di polizia. Un elenco sempre uguale, perenne, immutabile. Il casertano, la terra dei Mazzoni, tra il Garigliano e il Lago Patria, per trent'anni ha assorbito tonnellate di rifiuti, tossici e ordinari.
In generale, una correlazione significativa tra esposizioni ambientali e tumori è di difficile (se non impossibile) applicazione, in quanto intervengono in gioco molti altri fattori, come la cattiva alimentazione, il fumo, la familiarità, i controlli ospedalieri, i ricoveri e la diagnosi precoce. Tuttavia, numerosi studi hanno rimosso ogni dubbio sull'aumento di casi di tumore nella popolazione locale rispetto alla media nazionale e la presenza di materiali inquinanti e cancerogeni nel corpo di chi è malato di tumore.
Uno studio del 2012 sul Registro tumori infantili della Campania ha evidenziato un aumento statisticamente significativo del numero di casi di neoplasie tiroidee.
Nel 2019 è stata confermata la presenza di metalli pesanti (dall'acclarato nesso causale con lo sviluppo di tumori) nei malati di tumore residenti a Giugliano, Qualiano, Castel Volturno e nel quartiere Pianura di Napoli (zone simbolo della Terra dei Fuochi), in quantità superiori che nei soggetti sani e "del tutto fuori norma". Lo studio, chiamato Veritas e condotto dallo Sbarro Institute for Cancer Research and Molecular Medicine della Temple University di Philadelphia e dall'Istituto nazionale tumori (Fondazione Giovanni Pascale), è stato presentato in Parlamento.

### Il XXI secolo e le "faide di Scampia"
All'inizio degli anni 2000 l'organizzazione gode ancora di un certo potere, dovuto anche ad appoggi di tipo politico, che le consente il controllo delle più rilevanti attività economiche locali, in particolar modo nell'hinterland napoletano e casertano. Oggi la camorra conta migliaia di affiliati divisi in oltre 150 famiglie attive in tutta la Campania. Sono segnalati insediamenti della camorra anche all'estero, come nei Paesi Bassi, Spagna, Francia e Marocco.
I gruppi si dimostrano molto attivi sia nelle attività economiche (infiltrazione negli appalti pubblici, immigrazione clandestina, sfruttamento della prostituzione, riciclaggio di denaro sporco, usura e traffico di droga) sia sul fronte delle alleanze e dei conflitti. Quando infatti un clan vede messo in discussione il proprio potere su una determinata zona da parte di un altro clan, diventano molto frequenti omicidi e agguati di stampo intimidatorio. Il ritorno al contrabbando di sigarette è dovuto ai recenti cambiamenti avvenuti all'interno di alcuni gruppi di camorra. In particolare l'attività è risorta nell'area nord di Napoli, dove opera il gruppo formato dai Sacco-Bocchetti-Lo Russo che, uscito dall'Alleanza di Secondigliano, ha recuperato parecchio spazio e deciso di investire in questa attività, visto che i canali della droga sono controllati da altri gruppi, in particolare quello degli Amato-Pagano. Il 4 agosto 2021 è stato arrestato a Dubai il narcotrafficante Raffaele Imperiale, ricercato dal 2016 e alleato per lo spaccio di cocaina proprio con il clan Amato-Pagano. A Napoli città il fenomeno è ancora limitato anche se in crescita, soprattutto nella zona dei Mazzarella (Mercato e Case Nuove). 
Non c'era luogo in cui non avessero impiantato i loro affari. In Germania negozi e magazzini erano presenti ad Amburgo, Dortmund, Francoforte. A Berlino c'erano i negozi Laudano, Gneisenaustrasse 800 e Witzlebenstrasse 15, in Spagna al Paseo de la Ermita del Santo 30, a Madrid, e anche a Barcellona; in Belgio a Bruxelles, in Portogallo a Oporto e Boavista; in Austria a Vienna, in Inghilterra un negozio di giacche a Londra, in Irlanda a Dublino. In Olanda ad Amsterdam, e poi in Finlandia e Danimarca, a Sarajevo e a Belgrado. Attraversando l'Atlantico i clan secondiglianesi avevano investito sia in Canada, che negli Stati Uniti, arrivando in Sud America. Al 253 Jevlan Drive, a Montreal e a Woodbridge, Ontario; la rete USA era immensa, milioni di jeans erano stati venduti nei negozi di New York, Miami Beach, New Jersey, Chicago, monopolizzando, quasi totalmente, il mercato in Florida. I negozianti americani, i proprietari dei centri commerciali volevano trattare esclusivamente con mediatori secondiglianesi. Il 7 febbraio 2008 viene arrestato il boss Vincenzo Licciardi, tra i 30 latitanti più pericolosi d'Italia. Era considerato il capo dell'Alleanza di Secondigliano. Le grandi aziende allora dislocano la produzione a est, Romania, Moldavia, in Oriente, Cina, per avere manodopera a basso costo. Ma non basta. La merce prodotta a basso costo dovrà essere venduta su un mercato dove sempre più persone accedono con stipendi precari, risparmi minimi, attenzione maniacale ai centesimi. L'invenduto aumenta e allora le merci, originali, false, semifalse, parzialmente vere, arrivano in silenzio. Senza lasciare traccia. Nel 1979 la camorra ha fatto cento morti, nel 1980 centoquaranta, nel 1981 centodieci, nel 1982 duecentosessantaquattro, nel 1983 duecentoquattro, nel 1984 centocinquantacinque, nel 1985 novanototto, nel 1986 centosette, nel 1987 centoventisette, nel 1988 centosessantotto, nel 1989 duecentoventotto, nel 1990 duecentoventidue, nel 1991 duecentoventitré, nel 1992 centosessanta nel 1993 centoventi, nel 1994 centoquindici, nel 1995 centoquarantuno, nel 1996 centoquarantasette, nel 1997 centotrenta, nel 1998 centotrentadue, nel 1999 novantuno, nel 2000 centodiciotto, nel 2001 ottanta, nel 2002 sessantatré, nel 2003 ottantatré, nel 2004 centoquarantadue, nel 2005 novanta. Dal 1979 la camorra ha ucciso 3600 persone, tra esse anche molti innocenti. La camorra ha ucciso più della mafia siciliana, più della 'ndrangheta, più della mafia russa, più delle famiglie albanesi, più della somma dei morti fatti dall'ETA in Spagna e dall'Ira in Irlanda, più delle Brigate Rosse, dei Nar e più di tutte le stragi di Stato avvenunte in Italia. A Secondigliano gli eroinomani sono chiamati i Visitors. Li chiamano come i personaggi del telefilm degli anni '80 che divoravano topi e sotto un'apparente epidermide umana nascondevano squame verdastre e viscide. Il sottomarino è il cassiere che ogni mese, per conto della camorra, consegna 500 euro alle famiglie "orfane" di qualche boss finito in galera.
I clan hanno beneficiato dallo sviluppo strutturale della provincia e sono pronti a prendere parte al bottino. Attendono con ansia l'inizio delle grandi opere sul territorio: la metropolitana di Aversa e l'aeroporto di Grazzanise, che sarà uno dei più grandi d'Europa, costruito a poca distanza dalle masserie che furono di Cicciariello e di Sandokan.

### Le Faide a Napoli nel 2000
(Isaia Sales, Napoli e il paradosso della guerra sociale Il Mattino, 5 febbraio 2016, pagina 1)
Grande risalto ha avuto negli anni 2004 e 2005 la cosiddetta faida di Scampia, una guerra scoppiata all'interno del clan Di Lauro quando alcuni affiliati decisero di mettersi in proprio nella gestione degli stupefacenti, rivendicando così una propria autonomia e negando di fatto gli introiti al clan Di Lauro, del boss Paolo Di Lauro, detto Ciruzzo 'o Milionario. Ma questa faida non è l'unica contesa tra clan sul territorio napoletano. Numerose sono le frizioni e gli scontri tra le decine di gruppi che si contendono le aree di maggiore interesse. A cavallo tra il 2005 e il 2006 ha destato scalpore nella cittadinanza e tra le forze dell'ordine la cosiddetta "faida della Sanità", una guerra di camorra scoppiata tra lo storico clan Misso del Rione Sanità e alcuni scissionisti capeggiati dal boss Salvatore Torino, vicino ai clan di Secondigliano; una quindicina di morti e diversi feriti nel giro di due mesi.
Per quanto riguarda l'area a nord della città (quella da sempre maggiormente oppressa dai gruppi criminali), tra i quartieri di Secondigliano, Scampia, Piscinola, Miano e Chiaiano, resta sempre forte l'influenza del cartello camorristico detto Alleanza di Secondigliano, composto dalle famiglie Licciardi, Contini, Bosti, Mallardo e con gli stessi Di Lauro quali garanti esterni (molto spesso, infatti, gli uomini di Paolo Di Lauro si sono interposti tra le liti sorte fra le varie famiglie del cartello, evitando possibili guerre).
Per le zone centrali della città (Centro Storico, Forcella) resta ben salda la supremazia del clan Mazzarella, che controlla praticamente tutta l'area ad est di Napoli, dal centro fino al quartiere periferico di Ponticelli, facilitati anche dalla debacle del clan Giuliano di Forcella, i cui maggiori esponenti (i fratelli Luigi, Salvatore e Raffaele Giuliano) sono diventati collaboratori di giustizia. Le loro attività oggi si basano solo sul contrabbando. Nell'altra zona "calda" del centro di Napoli, le zone del quartiere Montecalvario, dette anche "Quartieri Spagnoli", dopo le faide di inizio anni novanta tra i clan Mariano (detti i "picuozzi") e Di Biasi (detti i "faiano") e tra lo stesso clan Mariano e un gruppo interno di scissionisti capeggiato dai boss Salvatore Cardillo (detto "Beckenbauer") e Antonio Ranieri (detto "Polifemo", poi ammazzato), la situazione sembra essere tornata a un clima di relativa normalità, grazie anche al fatto che molti boss storici di quei vicoli sono stati arrestati o ammazzati.
La zona occidentale della città non è da meno per quanto riguarda numero di clan e influenza sul territorio. Tra le aree più "calde" si trovano il Rione Traiano, Pianura e lo stesso quartiere Vomero, per anni definito quartiere-bene della città e considerato immune alle azioni dei clan, oggi preda di almeno quattro clan in guerra e saccheggiato dalla microcriminalità comune. Da citare, il cartello denominato Nuova camorra Flegrea, che imperversava a Fuorigrotta, Bagnoli, Agnano e Soccavo, ma che ha subito un duro colpo dopo il blitz del dicembre 2005, quando vi furono decine di arresti grazie alle rivelazioni del pentito Bruno Rossi detto "il corvo di Bagnoli". A Pianura vi è stata in passato una violenta faida tra i clan Lago e Contino-Marfella, che ha portato a numerosi omicidi, tra i quali quello di Paolo Castaldi e Luigi Sequino, due ragazzi poco più che ventenni uccisi per errore da un gruppo di fuoco del clan Marfella, perché stazionavano sotto la casa di Rosario Marra, genero del capoclan Pietro Lago ed erano, quindi, "sospetti".
Nella vasta area metropolitana ormai urbanisticamente saldata alla città, sono numerose le zone in mano ai gruppi camorristici, non solo per quanto riguarda i campi "classici" nei quali opera un clan mafioso (estorsioni, usura, traffico di droga), ma anche per quanto riguarda le amministrazioni comunali e le decisioni politiche (si vedano i numerosi comuni sciolti per infiltrazioni camorristiche).
In alcune zone del vesuviano e nel nolano è riscontrata, a tutt'oggi, la presenza di potenti clan locali storicamente operativi sul territorio. Nondimeno, la morte e l'incarcerazione di numerosi storici boss locali (Vollaro, Fabbrocino, i fratelli Russo, D'Avino, Alfieri, Cava, Abate, Galasso e numerosi altri) sembra aver favorito la nascita e/o l'espansione di gruppi criminali autoctoni e della zona orientale di Napoli. La faida Mazzarella-Rinaldi, da San Giovanni a Teduccio si è estesa sino alla zona nolana/vesuviana ove sono presenti, in particolar modo nei comuni di Marigliano (soprattutto nel popoloso rione 'Pontecitra') e Somma Vesuviana (complice, per quel che concerne Somma Vesuviana, la perdita di potere del locale clan D'Avino, sfaldato da molti arresti e pesanti condanne), propaggini locali dei predetti clan.  A Somma Vesuviana, in località "Parco Fiordaliso", risiedono presunti esponenti del clan Aprea-Cuccaro di Barra.
In Campania, oltre all'hinterland napoletano per influenza sul territorio un ruolo di primo piano è occupato dal clan dei Casalesi, storico sodalizio dell'agro aversano in provincia di Caserta e ormai operativo in gran parte d'Europa; l'organizzazione infatti si pone come un grande cartello criminale di portata internazionale (come più volte riportato dalla DIA e DDA di Napoli) gestito dalle famiglie Schiavone e Bidognetti (che hanno ereditato il potere di Bardellino dopo l'omicidio di questi) e dalle altre famiglie alleate che fungono da referenti per le varie province. Tra i vari clan della provincia è da segnalare il clan Belforte quale mantiene il controllo sui traffici e le attività estorsive nei comuni di Caserta, Marcianise e Maddaloni. Al 2013 si stimava che nella regione Campania operino 114 clan e 4.500 affiliati.
Forme di camorra locale radicate sul territorio, sono presenti anche nella città di Salerno tra cui il clan D'Agostino-Panella nel centro storico nonché altri gruppi nel quartiere Mariconda, dove è presente lo spaccio di sostanze stupefacenti. Nell'omonima provincia, specialmente nell'agro nocerino-sarnese (zona già teatro, nel corso degli anni '80, di numerosi regolamenti di conti consequenziali alla faida tra Nuova Camorra Organizzata e Nuova Famiglia e dove sono presenti vari clan camorristici), a Cava de' Tirreni, nella Valle dell'Irno e nella Piana del Sele; in provincia di Avellino, dove agiscono piccoli gruppi dalle contenute dimensioni e sono egemoni i clan Cava e Graziano di Quindici, per molto tempo coinvolti in una cruenta faida che ha generato numerose vittime nell'area del Vallo di Lauro; e nella provincia di Benevento, dove imperversano il clan Pagnozzi (presente anche in provincia di Avellino, specialmente in Valle Caudina), rispetto al quale sono subalterni piccoli gruppi minori, e il clan Sparandeo di Benevento, considerati egemoni nel Sannio. È stato - secondo le indagini della Procura Antimafia di Napoli - Antonio La Torre, fratello del boss Augusto, ad attivare in Scozia una serie di attività commerciali in grado, in una manciata di anni, di imporsi come fiore all'occhiello dell'imprenditoria scozzese. Il clan Contini è confederato nella cosiddetta "Alleanza di Secondigliano", uno dei cartelli camorristici più agguerriti e potenti di tutta la Campania, insieme ai clan Mallardo e Licciardi.

## Ipotesi definitorie
Nel Grande Dizionario Italiano dell'Uso (GRADIT) compaiono definizioni alte, come: «1a, organizzazione criminale di stampo mafioso, costituitasi con leggi e codici propri già durante il Seicento, e che attualmente esercita il controllo su attività illecite specialmente nell'area napoletana. 1b estens., associazione di tipo mafioso. 1c estens., associazione di persone prive di scrupoli che per vie illecite si procurano favori, guadagni o sim.: gira e rigira è tutta una c[amorra]!».
Altre definizioni considerate basse sono: «imbroglio», «chiasso», «cagnara».
Sebbene il termine sia impropriamente usato per indicare la società criminale nata a Napoli nel XIX secolo e conosciuta anche come Bella Società Riformata, oggi spesso si tende ad identificare con questo termine un'unica organizzazione criminale simile alla cupola mafiosa siciliana o ad altre organizzazioni di uguale stampo. In realtà la struttura della camorra è molto più complessa e frastagliata al suo interno in quanto composta da molti sodalizi diversi tra loro per tipo di influenza sul territorio, struttura organizzativa, forza economica e modus operandi.
Inoltre le alleanze fra queste organizzazioni, qualora si possano considerare tali semplici accordi di non belligeranza fra i numerosi clan operanti sul territorio, sono spesso molto fragili e possono sfociare in contrasti o vere e proprie faide o guerre di camorra, con agguati ed omicidi.

## Struttura
La camorra è organizzata in modo pulviscolare con centinaia di famiglie, o clan, ognuna delle quali è più o meno influente a livello territoriale in quasi tutti i comuni della provincia di Napoli e in molti comuni della regione, in particolare della provincia di Caserta. Queste organizzazioni si uniscono e si dividono con grande facilità rendendo ulteriormente difficoltoso il lavoro di "smantellamento" degli inquirenti e delle forze dell'ordine. Questa struttura, caratteristica della camorra fin dal dopoguerra, fu sostituita solo in un'occasione e solo temporaneamente: durante la lotta tra Nuova Camorra Organizzata (NCO) e Nuova Famiglia (NF), un conflitto scatenato da Raffaele Cutolo nel corso del quale la stragrande maggioranza dei clan dovette scegliere con chi schierarsi.
Tutte le volte che si è tentato di riorganizzare la camorra con una struttura gerarchica verticale si è preso come modello Cosa nostra. Questi tentativi sono sempre falliti per la tendenza dei capi delle varie famiglie a non ricevere ordini dall'alto. Per tale ragione è improprio parlare di camorra come di un fenomeno criminale unitario e organico. Lo stesso termine "camorra", quale entità criminale unitaria, è fuorviante, data la natura estremamente frammentata e caotica della malavita napoletana. Fanno eccezione alcuni determinati cartelli di alleanze, come quello dei Casalesi che è formato da una struttura verticistica composta da una dozzina di cosche con a capo 3 famiglie (Schiavone, Bidognetti, Zagaria-Iovine) e una cassa comune, o come l'Alleanza di Secondigliano. Ma anche all'interno di questi stessi cartelli sono nate, negli anni, violente faide che hanno coinvolto le stesse famiglie interne ai gruppi.

## Economia
Secondo recenti dati forniti dall'Eurispes, sembra che la camorra guadagni:
| Attività illecite          | Valore           |
| -------------------------- | ---------------- |
| Traffico di droga          | 14.230 milioni € |
| Imprese e appalti pubblici | 7.582 milioni €  |
| Estorsione e usura         | 5.362 milioni €  |
| Traffico di armi           | 4.066 milioni €  |
| Prostituzione              | 2.258 milioni €  |

Il giro d'affari complessivo delle famiglie napoletane si aggirerebbe intorno ai 12 miliardi e mezzo l'anno.
I dati Eurispes appaiono tuttavia incompleti poiché non considerano due settori cardine dell'economia camorrista: innanzitutto la produzione e la distribuzione di falsi (abbigliamento, CD-DVD, prodotti tecnologici) con canali e sedi in tutti i continenti.
Altro importante settore è quello dello smaltimento illegale dei rifiuti, sia industriali che urbani, attività estremamente lucrosa che secondo alcuni sta conducendo vaste zone di campagna nelle province di Napoli e Caserta verso un progressivo degrado ambientale. A titolo di esempio, che la campagna fra i comuni di Acerra, Marigliano e Nola, una volta rinomata in tutta la penisola come fra le più verdi e fertili, è da taluni ora indicata con il termine di "triangolo della morte".
Il 25 luglio 2011 gli Stati Uniti d'America hanno varato un nuovo piano per il contrasto della criminalità internazionale (strategy to combat transnational organized crime) ed hanno individuato le 4 principali organizzazioni transnazionali più pericolose per l'economia americana posizionando la camorra al secondo posto dopo i Brother Circle russi e prima della Yakuza giapponese e dei Los Zetas messicani con un giro d'affari di 45 miliardi di dollari. Le attività principali della camorra, secondo il governo americano, sarebbero la distribuzione di falsi e il narcotraffico. Per avere un'idea della pericolosità economica della camorra negli Stati Uniti basta pensare che altre organizzazioni italiane che hanno una presenza storica in America, come Cosa nostra e 'ndrangheta, non vengono neanche menzionate.
Secondo lo studio del 2013 condotto da Transcrime, centro di ricerca dell'Università Cattolica del Sacro Cuore, i ricavi delle mafie italiane ammonterebbero a circa 25,7 miliardi di euro l'anno. Di questi, il 35% è appannaggio della Camorra, il 33% della 'ndrangheta, il 18% di Cosa nostra e l'11% della Sacra corona unita. La Camorra avrebbe perciò la fetta di ricavi più larga all'interno del mercato criminale italiano, superando di poco le organizzazioni calabresi e quasi "doppiando" quelle siciliane.

## I rapporti con le istituzioni
Numerosi sono stati in passato i contatti tra i gruppi camorristici e la politica locale e nazionale. All'inizio degli anni novanta i pentiti Pasquale Galasso e Carmine Alfieri fecero dichiarazioni che misero sotto accusa Antonio Gava, potente capo della corrente dorotea e dirigente della Democrazia Cristiana, successivamente assolto. Secondo l'ex procuratore di Napoli Giandomenico Lepore, il 30% dei politici campani è colluso con la camorra. Il dato incrementa notevolmente se si conta che, solo nella Provincia di Napoli, di 51 comuni su 92 sono stati sciolti o interessati da provvedimenti per infiltrazioni camorristiche, con pesanti condizionamenti sulla spesa pubblica e l'imprenditoria legata agli appalti.
Dal 1991, data dell´entrata in vigore della legge, ad oggi sono stati sciolti per camorra in Campania circa 86 comuni. Una media di 4 comuni ogni anno.

## L'infiltrazione

### Comuni
L'organizzazione riuscì ad infiltrarsi in numerosi comuni della regione, che poi vennero sciolti, alcuni furono:
- Acerra (NA)
- Arzano (NA) (nel 2008)[109]
- Afragola (NA) (nel 1999[110] e nel 2005[111])
- Battipaglia (SA) nel 2014
- Boscoreale (NA) - 2 volte
- Brusciano (NA)
- Carinola (CE)
- Caivano (NA) - 2 volte
- Casal di Principe (CE) - 3 volte[112]
- Casalnuovo di Napoli (NA)
- Casaluce (CE)
- Casamarciano (NA)
- Casandrino (NA) - 2 volte (una nel 1991)
- Casapesenna (CE) - 3 volte
- Caserta (2025)
- Casola di Napoli (NA)
- Casoria (NA) (1999 e 2005)
- Castellammare di Stabia (NA)[113]
- Castel Volturno (CE) - 2 volte
- Castello di Cisterna (NA)
- Crispano (NA)
- Ercolano (NA)
- Frattamaggiore (NA)
- Giugliano in Campania (NA)
- Gragnano (NA) (1 volta nel 2012)[114]
- Grazzanise (CE) - 3 volte
- Gricignano di Aversa (CE)
- Liveri (NA)
- Lusciano (CE) - 2 volte
- Marano di Napoli (NA) - 3 volte
- Marcianise (CE)
- Melito di Napoli (NA)
- Montecorvino Pugliano (SA)
- Mugnano (NA) - 2 volte
- Nola (NA) - 2 volte
- Nocera Inferiore (SA)
- Ottaviano (NA)
- Orta di Atella (CE)
- Pagani (SA) - 2 volte, l'ultima il 22 marzo 2012[114]
- Pago del Vallo di Lauro (AV) - 2 volte (1993, 2009)
- Pignataro Maggiore (CE)
- Pimonte (NA)
- Poggiomarino (NA) - 2 volte
- Pomigliano d'Arco (NA)
- Pompei (NA) - 2 volte
- Portici (NA)
- Pozzuoli (NA)
- Pratola Serra (AV) - (2020)[115]
- Quarto (NA)
- Quindici (AV) - 2 volte
- San Cipriano d'Aversa (CE)
- San Felice a Cancello (CE)[116]
- San Gennaro Vesuviano (NA) - 2 volte
- San Giuseppe Vesuviano (NA) - (1993, 2009)[117]
- San Lorenzo Maggiore (BN) - 1994
- San Paolo Bel Sito (NA) - 2 volte
- San Tammaro (CE)
- Sant'Antimo (NA) - 2 volte, una il 16 marzo 2020[118]
- Sant'Antonio Abate (NA)
- Santa Maria la Carità (NA)
- Santa Maria la Fossa (CE)
- Sarno (SA)
- Scafati (SA) - 2 volte, una nel 1993 e una nel 2017
- Terzigno (NA)
- Torre Annunziata (NA)
- Torre del Greco (NA)
- Trentola Ducenta (CE)
- Tufino (NA)
- Villa di Briano (CE) - 2 volte
- Villa Literno (CE)
- Volla (NA)

### ASL
Le giunte comunali non sono le uniche istituzioni ad essere state oggetto di scioglimento per infiltrazioni camorristiche. Nell'ottobre del 2005, infatti, primo caso in Italia, fu sciolta dal Consiglio dei Ministri l'Azienda sanitaria locale "Napoli 4", che comprendeva ben 35 comuni del napoletano suddivisi in 11 distretti sanitari: Poggiomarino, Casalnuovo di Napoli, Nola, Marigliano, Roccarainola, San Giuseppe Vesuviano, Somma Vesuviana, Palma Campania, Volla, Acerra e Pomigliano d'Arco, per un bacino di utenti di circa seicentomila abitanti.

## Faide tra clan

### Faide
- prima faida di Afragola, tra i Moccia e i Giugliano: avvenne prima dello scontro fra la NCO e la NF; all'epoca i due eserciti in guerra erano i Moccia e i Giugliano, anch'essi di Afragola. Raffaele Cutolo avrebbe voluto fare un favore alla famiglia Moccia facendo ammazzare l'avvocato Giulio Battimelli.
- faida tra la NCO e la Nuova Famiglia: guerra che scoppiò dopo che l'8 dicembre 1978 le principali famiglie malavitose napoletane decisero di confederarsi in un unico cartello denominato Nuova Famiglia per combattere lo strapotere di Raffaele Cutolo. Fu, di gran lunga, la più violenta per numero di morti ammazzati: nel 1979 si registrarono 71 omicidi, 134 l'anno successivo, 193 nel 1981, 237 nel 1982, 238 nel 1983, 114 nel 1984 (più di 1.500 in tutto). La guerra iniziò già nel 1978, anche se di fatto fu il 1980, a sancire l'inizio dell'eccidio che si sarebbe venuto a verificare nel periodo 1978-1983, ovvero quando in ballo non ci fu più solo la scelta di Cutolo di distaccarsi dai siciliani, ma i soldi provenienti dal dopo-terremoto dell'Irpinia nel 1980, la Fratellanza napoletana o Onorata fratellanza, come si chiamava fino a quel momento, diventò la Nuova Famiglia o NF e non inglobò più solamente i clan Giuliano, Vollaro e Fabbrocino, che fino a quel momento avevano combattuto Cutolo, ma a poco a poco li seguirono anche gli Zaza, gli Alfieri, i Galasso, i Bardellino (i futuri Casalesi), i Nuvoletta, i Gionta, nel 1981 anche i Misso e via via molti altri. La guerra si concluse dopo il maxi-blitz contro la NCO avvenuto il 17 giugno 1983, anche se ci furono dei colpi di coda alla fine del 1983 e intorno alla metà del 1984 come l'omicidio di Gateano Ruffa (22 ottobre 1983), l'omicidio di Giovanni Bifulco (30 dicembre 1983) e l'omicidio di Vincenzo Palumbo e Rosa Martino (14 maggio 1984), tutti ovviamente cutoliani dato che la NCO non poteva più reagire per mancanza di un’organizzazione interna. La guerra fu vinta nel 1983 dalla Nuova Famiglia.
- faida tra i Giuliano e i Misso: combattuta tra il 1979 e il 1984, iniziò quando Luigi Giuliano chiese al suo vecchio amico Giuseppe Misso di schierarsi in suo favore contro Cutolo, ma questi si rifiutò perché non voleva schierarsi con nessuna delle due fazioni, allora i Giuliano per ripicca gli chiesero il pizzo e la risposta di Misso fu alquanto brusca in quanto sequestrò i parenti di Giuliano in un basso e li picchiò. Nonostante ciò, nel 1981 Giuseppe Misso decise di schierarsi contro Cutolo, ma la guerra di camorra andò avanti lo stesso, infatti il 24 settembre 1983 avvenne il triplice omicidio di Domenico Cella, Ciro Lollo e Ciro Guazzo, uccisi alla Sanità. Motivo dell'azione: una rappresaglia contro il clan rivale dei Giuliano che aveva imposto la chiusura delle sedi del Movimento Sociale alla Sanità.
- faida tra i Giuliano e i Contini: combattuta nel 1984 tra il clan Giuliano e il nascente gruppo di Edoardo Contini e Patrizio Bosti (condannati poi proprio per un duplice omicidio avvenuto nel contesto di questa faida, quello dei fratelli Gennaro e Antonio Giglio). Il tutto cominciò per una storia di controllo di una bisca della zona dell'Arenaccia.[120]
- faida all'interno della Nuova Famiglia: combattuta tra i Nuvoletta-Gionta e la Nuova Famiglia (Alfieri, Galasso, Fabbrocino, Bardellino e Vastarella) negli anni 1983-85. Tutti questi dapprima alleati per sconfiggere i cutoliani, ma a scatenare la faida furono le rispettive alleanze siciliane (i Nuvoletta coi Corleonesi mentre la Nuova Famiglia con gli scappati Badalamenti-Buscetta-Ferlito). Questo violento scontro portò a vari azioni stragisti, come quella di Poggio Vallesana compiuta dai Nuvoletta in cui quest'ultimi strangolarono, finirono a proiettili e poi applicarono la lupara bianca contro i Vastarella, tecnica appresa dagli alleati siciliani Corleonesi. L'eccidio, è stato una risposta sia per la strage di Torre Annunziata sia per l'omicidio di Ciro Nuvoletta (situazione che approfittò Antonio Bardellino per far credere che i Vastarella parteciparono nell'omicidio Nuvoletta).[121] La faida finisce nel 1985, quando i Nuvoletta decisero vendere alla polizia l'alleato nascente Valentino Gionta e per non perdere l'alleanza con Gionta, i Nuvoletta decisero l'uccisione del giornalista Giancarlo Siani perché denunciò in un suo giornale che l'arresto di Gionta non era altro che arrivare a pace con il clan Alfieri
- faida di Quindici: faida più che decennale tra le famiglie Graziano e Cava del comune di Quindici, in provincia di Avellino. Iniziata negli anni ottanta, si protrae ancora oggi.[122]
- prima faida di Castellammare: Umberto Mario Imparato contro il clan D'Alessandro. Questa faida portò a diverse decine di agguati mortali, tra cui quello del 21 aprile 1989 in cui morirono 4 guardaspalle di Michele D'Alessandro mentre quest'ultimo si salvò per miracolo in viale delle Terme a Castellammare di Stabia.[123]
- prima faida dei Quartieri Spagnoli: combattuta tra i clan Mariano, detti i picuozzi, e Di Blasi, detti i faiano, alla fine degli anni ottanta; fu una delle guerre più cruenti di quel periodo, gli agguati mortali furono diverse decine.[124][125]
- faida tra i Giuliano e l'Alleanza di Secondigliano: violento scontro avvenuto tra i due potenti gruppi nel 1990. Culminò con l'omicidio di Gennaro Pandolfi, dei Giuliano, e del figlio Nunzio Pandolfi, di appena due anni.[126]
- faida tra i Gallo-Cavalieri e i Gionta: combattuta tra il clan Gionta e il clan Gallo-Cavalieri di Torre Annunziata. A scatenare la faida, che continua tuttora, malgrado le inchieste della Procura Antimafia e l'incessante lavoro degli investigatori, fu il duplice omicidio di due affiliati ai Gallo, uccisi nel dicembre 1990, cui fece seguito, pochi giorni dopo, l'agguato in cui persero la vita altre due persone appartenenti al gruppo dei Gionta. Dopo anni di tregua tra i due clan, a seguito di un lancio di un uovo nel periodo di carnevale e il successivo pestaggio subito da un ragazzo del clan Gionta, nel 2006 la faida è riesplosa, arrivando all'apice nel 2007 con 4 morti in 2 giorni, dopo alcuni episodi verificatisi nel 2013, agguati e omicidi cruenti ai danni dei Gionta, la faida sembra nuovamente cessata.[127][128]
- prima faida di Pianura: svoltasi tra il 1991 e il 2000 tra il clan Lago e i clan Contino e Marfella, questi ultimi due alleati. Il primo atto risale al 1991: il 21 aprile, a Pianura, furono assassinati due spacciatori. Dopo l'arresto e il pentimento del boss Giuseppe Contino, a continuare l'opera è stato il clan Marfella. In questa seconda fase del conflitto è da inserire il duplice omicidio di Luigi Sequino e Paolo Castaldi, due ragazzi innocenti ammazzati per errore sotto l'abitazione dei Lago, perché scambiati dai sicari dei Marfella per due vedette del clan rivale.
- prima faida di Ercolano: guerra tra gli Esposito e gli Ascione, combattuta quasi interamente nel 1990; iniziò con l'omicidio del boss Antonio Esposito e uscirono perdenti gli Esposito dopo l'agguato mortale ai danni del reggente del clan Salvatore Esposito (1960 - 1993), anche se di fatto l'omicidio di Delfino Del Prete, aveva già deciso le sorti della guerra.[129]
- faida tra i Misso e l'Alleanza di Secondigliano: faida portata avanti dal boss Giuseppe Misso e dai vertici dell'Alleanza di Secondigliano. La situazione degenerò dopo il duplice omicidio di Alfonso Galeota e Assunta Sarno, moglie di Giuseppe Misso, nel 1992.[130]
- Faida di Mugnano: Combattuta nei primi anni '90 tra il clan Ruocco e il rivale De Gennaro, supportato dai Di Lauro; coinvolse Secondigliano quando i Ruocco decisero di uccidere i fratelli Prestieri, compiendo quel massacro noto come Strage del Monterosa (maggio 1992).
- seconda faida dei Quartieri Spagnoli: dopo la prima faida, che si concluse senza un vincitore netto, i Mariano dovettero affrontare un gruppo di scissionisti al proprio interno guidati dai boss Antonio Ranieri (detto Polifemo, poi ammazzato) e Salvatore Cardillo (detto Beckenbauer); questi ultimi due furono seguiti da un nugolo di fedelissimi. La violenta faida che ne seguì portò di fatto alla dissoluzione dello stesso clan Mariano a seguito di numerosi omicidi, pentimenti e blitz con decine di arresti negli anni 1993 e 1994.[125][131][132][133]
- seconda faida di Ercolano: faida decennale che vede coinvolti i clan Ascione e Birra. È una delle faide più cruenti in termini morti ammazzati. In ballo ormai non c'è più soltanto il controllo del territorio: la guerra di camorra va avanti perché tra i malavitosi delle due famiglie c'è un odio profondo e radicato. Nella faida sono coinvolti anche i Papale. Dopo anni di lotta tra i due clan e gli innumerevoli arresti che hanno decimato entrambe le fazioni, ad aver vinto la faida sarebbero gli Ascione-Papale, sebbene in un primo momento si desse come camorra vincente la "cuparella", tanto è che per un certo periodo anche gli Ascione-Papale hanno dovuto rifornirsi di droga da loro. La vera svolta fu nel 2007, dopo l'omicidio di Antonio Papale, quando i "Bottone" decisero di vendicare il fratello morto, tant'è vero che dopo tale episodio si conteranno 10 omicidi e altrettanti tentati omicidi avvenuti tra il marzo 2007 e il gennaio 2011, tutti contro il clan Birra, mentre quest'ultimo non riuscirà a mettere a segno nemmeno un omicidio in favore loro. Il clan Birra, di fatto, non esiste più - alcuni dei suoi componenti sono diventati collaboratori di giustizia, altri sono in carcere, altri ancora sono stati uccisi - mentre il clan Ascione è ancora operante a Ercolano, forte dell'alleanza con i Falanga di Torre del Greco.[134][135]
- prima faida interna ai Casalesi: combattuta nella seconda metà degli anni novanta tra la famiglia Bidognetti e il clan scissionista capeggiato da Antonio Cantiello. La faida provocò il rogo di San Giuseppe quando, nella notte di San Giuseppe del 1997, fu incendiato il bar Tropical ad Ischitella (il cui gestore aveva rifiutato, per ordine degli stessi Bidognetti, di installare all'interno dell'esercizio alcuni video-poker commissionati dalla famiglia Cantiello), in cui morì, bruciato vivo, il giovane cameriere del locale, Francesco Salvo.[136]
- seconda faida interna ai Casalesi: scontro tra le famiglie del cartello e la fazione scissionista guidata dal boss Giuseppe Quadrano (poi pentitosi).[137][138]
- faida tra i Licciardi e i Prestieri: conosciuta anche come la faida della minigonna, fu combattuta tra i clan Prestieri e Licciardi e portò ad una ventina di morti in pochi mesi. Tutto cominciò in una discoteca per una battuta di troppo tra due gruppi di giovani riguardo al vestito troppo succinto di una ragazza. I due gruppi di giovani appartenevano a clan di camorra, questo portò prima alla morte del giovane Vincenzo Esposito detto 'o principino, pupillo della famiglia Licciardi, e poi a quella di numerosi affiliati dei Prestieri come ritorsione.[139]
- faida tra i Mazzarella e i Rinaldi: un tempo alleati, i Mazzarella da un lato e dall'altro i Rinaldi, famiglia storica del Rione Villa di San Giovanni a Teduccio, fino al 1989 fedelissimi di Vincenzo Mazzarella e fratelli. Tutto filò liscio fino a quando un boss dei Rinaldi non cominciò ad essere troppo ingombrante e fu ucciso. Quest'agguato portò ad una guerra con decine di morti protrattasi fino ad oggi.[140]
- faida tra gli Altamura e i Formicola: conflitto violentissimo durato anni svoltosi nel territorio di San Giovanni a Teduccio. Più che per motivi di predominio criminale, la faida è stata combattuta per rancori di tipo familiare. La guerra decapitò entrambe le famiglie, compresi i due boss, e si fece sempre più feroce.[141]
- faida tra i Cuccaro e i Formicola: guerra a cui sono riconducibili diversi episodi di sangue. Alla base dei sanguinosi contrasti c'è l'agguato mortale contro Salvatore Cuccaro, potente numero uno della cosca familiare di Barra nonostante avesse soltanto 31 anni, avvenuto il 3 novembre del 1996.[142]
- prima faida di Forcella: detta anche "faida tra la Forcella di sopra e la Forcella di sotto", fu uno scontro interno al clan Giuliano che ebbe luogo a metà anni novanta; da una parte i figli di Pio Vittorio Giuliano, dall'altra i figli di Giuseppe Giuliano. Ci andò di mezzo, tra gli altri, anche il patriarca Giuseppe, detto zì Peppe, 63 anni, ammazzato nel corso di un clamoroso agguato a Forcella il 9 luglio del 1998.[143]
- prima faida della Sanità: fu combattuta negli anni 1997 e 1998 tra il clan Misso e i clan, alleati tra loro, Tolomelli e Vastarella. Dopo numerosi omicidi, tra cui quello del boss Luigi Vastarella, vi fu l'atto finale con lo scoppio di un'autobomba, una Fiat Uno imbottita di tritolo, che avrebbe dovuto uccidere due boss dei Misso e che invece portò ad undici feriti innocenti.[144][145]
- faida tra i Sarno e i De Luca Bossa: questa faida può essere considerata come una sorta di "spin-off" della faida tra i Misso e l'Alleanza di Secondigliano, essendo i primi alleati dei Sarno e i secondi inglobati nell'Alleanza. Dopo numerosi omicidi, la faida culminò con l'autobomba di Ponticelli del 1998, in cui morì un nipote del boss Vincenzo Sarno (vittima designata dell'agguato).[146]
- terza faida dei Quartieri Spagnoli: fu la guerra combattuta, tra fine anni novanta e inizio anni duemila, tra il clan Di Biasi, rimasto il clan dominante ai Quartieri Spagnoli dopo la dipartita interna dei Mariano, e i Russo, figli del boss Domenico Russo, detto Mimì dei cani. Numerosi omicidi tra cui quelli dei due patriarchi, Francesco Di Biasi, padre dei faiano, e lo stesso Domenico Russo.[125][147]
- faida dei quartieri collinari Vomero-Arenella: combattuta nei due quartieri bene della città, fino ad allora considerati immuni dalla malavita organizzata; verso la metà degli anni novanta lo storico clan capeggiato da Giovanni Alfano si scisse, formando due distinti schieramenti. Da un lato, gli affiliati di vecchia militanza al gruppo Alfano, dall'altro quelli rimasti fedeli al pluri-pregiudicato Antonio Caiazzo. Diversi sono stati gli omicidi commessi nel corso della faida, conclusasi, però, con un ultimo efferato delitto, tristemente noto come la strage dell'Arenella, avvenuta l'11 giugno 1997, in cui perdeva la vita l'innocente Silvia Ruotolo, che si trovò nel mezzo della sparatoria in quanto stava riportando il figlio a casa dopo averlo ripreso all'uscita della sua scuola, il tutto sotto gli occhi dell'altra figlia della donna, che assistette alla morte della madre dalla terrazza di casa sua; la donna era cugina dei giornalisti Guido e Sandro Ruotolo. Le immediate indagini portavano, in tempo record, all'arresto di tutti i componenti del commando e del mandante: Giovanni Alfano.[148]
- seconda faida di Forcella: scoppiò in seguito all'avvento dei Mazzarella a Forcella; alcuni componenti dei Giuliano (tra cui Ciro Giuliano 'o Barone[149]) non accettarono di buon grado l'entrata in scena dei Mazzarella. Inevitabile la spaccatura all'interno dell'organizzazione e soprattutto all'interno della famiglia; i Mazzarella si allearono con alcuni personaggi di buon livello della camorra. Dall'altra si organizzarono, per combattere il clan Mazzarella, altri giovanissimi imparentati con i Giuliano. Questo portò ad alcuni omicidi, tra cui quello dello stesso Ciro Giuliano e di Annalisa Durante, vittima quattordicenne innocente morta in un agguato con obiettivo un nipote della famiglia Giuliano.[150]
- terza faida interna ai Casalesi: combattuta dal 2003 al 2007 tra le famiglie Tavoletta-Ucciero e Schiavone-Bidognetti. Vide la "strage di San Michele", del 29 settembre 2003, con due morti ammazzati e tre feriti in un solo agguato.[151][152][153]
- faida di Chiaiano: conflitto svoltosi nel corso del 2003 e 2004 a Chiaiano tra il clan Stabile e il clan Lo Russo, in precedenza alleati sotto la bandiera dell'Alleanza di Secondigliano. Tra gli agguati mortali, si ricorda quello avvenuto sulla Tangenziale di Napoli il 1º giugno del 2004, quando vennero uccisi un uomo che si trovava su un'ambulanza perché ferito a causa di un precedente agguato, e il secondo che lo seguiva in auto.[154]
- seconda faida di Castellammare: combattuta tra il clan D'Alessandro, predominante a Castellammare di Stabia, e il clan Omobono-Scarpa dal 2003 al 2005.[155]
- Prima faida di Scampia: guerra svoltasi tra l'ottobre 2004 e il settembre 2005 che portò a quasi un centinaio di morti ammazzati, è stata, dopo quella combattuta negli anni ottanta tra la NCO cutoliana e la Nuova Famiglia, la faida camorristica che suscitò maggior clamore mediatico e che accese nuovamente i riflettori dei mass-media nazionali e internazionali sulla malavita organizzata napoletana dopo molti anni di disinteressamento; il conflitto si scatenò quando vari gruppi scissionisti del clan Di Lauro decisero di staccarsi dalla casa madre dopo che i figli del boss Paolo Di Lauro avevano deciso di sostituire alcuni dei leader storici nei principali ruoli chiave con gente a loro più fidata. Questa guerra stravolse gli equilibri criminali della zona nord di Napoli e portò alla nascita di altri gruppi criminali indipendenti, tutti federati nel cosiddetto cartello degli Scissionisti di Secondigliano (detti anche Spagnoli, a causa della latitanza in Spagna di uno dei leader del sodalizio), chiamato in seguito anche clan Amato-Pagano. Tra i tanti omicidi avvenuti all'interno della faida, uno dei più cruenti fu quello di Gelsomina Verde, una ragazza di 21 anni totalmente estranea ad ambienti criminali, torturata, uccisa e poi bruciata dai sicari del clan Di Lauro, solo perché ex fidanzata di uno scissionista.[156]
- faida tra gli Aprea e i Celeste-Guarino: combattuta nella zona di Barra tra il clan Aprea e quella che secondo gli investigatori era la fazione scissionista dei Celeste-Guarino negli anni 2005 e 2006.[157]
- faida tra il clan Mazzara e il clan Caterino-Ferriero: svoltosi nel comune di Cesa tra il 2005 e il 2009 per il controllo degli affari illeciti nel territorio comunale.[158]
- seconda faida della Sanità: combattuta dal 2005 al 2007 tra il clan Misso e la fazione scissionista dei Torino, appoggiati dai Lo Russo di Miano. Con più di venti omicidi in due anni, stravolse completamente gli equilibri della camorra nella zona della Sanità, di Materdei, dei Tribunali. Questa faida portò alla dissoluzione di entrambi i gruppi, dopo i pentimenti dei boss Emiliano Zapata Misso, Giuseppe Misso junior e Michelangelo Mazza per i Misso, e di Salvatore Torino e altri elementi di spicco per la fazione opposta.[159][160][161]
- Seconda faida di Scampia: iniziata ad agosto 2012 e finita a dicembre dello stesso anno, contò decine di vittime. La nuova faida vedeva contrapposto il cartello degli Scissionisti ad una sua fazione interna, i cui componenti del clan sono stati ribattezzati Girati della Vanella Grassi (dal nome della via del quartiere dove hanno la base operativa e dal termine girato che in gergo camorristico significa colui che ha tradito) oppure gruppo della Vanella Grassi (soprannominata anche così in gergo camorristico) che si sono alleati con il clan Di Lauro (clan spodestato dagli Scissionisti a seguito della faida precedente); tra le vittime ci sono stati il boss degli scissionisti Gaetano Marino (fratello del boss Gennaro Marino detto Genny 'o McKay), ucciso il 23 agosto del 2012 a Terracina dove si trovava in vacanza con la famiglia,[162] Pasquale Romano, ragazzo innocente ammazzato per errore il 15 ottobre 2012 a Napoli nel quartiere di Marianella, perché scambiato per uno spacciatore (vero bersaglio dei killer) a cui assomigliava[163] e Luigi Lucenti, pregiudicato di 50 anni ucciso con tre colpi di pistola il 5 dicembre 2012 da due killer in un cortile di un asilo di Scampia (dove in quel momento era in corso l'annuale concerto natalizio dei piccoli alunni), dove si era rifugiato per sfuggire all'agguato; proprio questo episodio causò molto scalpore e indignazione nell'opinione pubblica, tanto che la faida s'interruppe proprio a seguito di esso (tale episodio ha inoltre ispirato la scena finale della prima stagione della serie televisiva Gomorra - La serie). I vincitori di questa faida furono i Girati, dato che il 15 dicembre 2012 il lancio di alcune bombe a mano da parte degli Abete-Abbinante-Notturno fece calare gli appoggi tra la gente di Scampia al clan e ne decretò la sconfitta dal punto di vista militare.
- seconda faida di Pianura: iniziata a fine giugno 2013 e finita nel medesimo anno. La faida conta molte vittime.[164]
- terza faida di Forcella: iniziata a marzo 2013 e terminata il 2 luglio 2015 con l'omicidio del baby-boss Emanuele Sibillo (ottobre 1995 - 2 luglio 2015), la faida vedeva contrapposti da un lato il clan Giuliano (figli e nipoti di Giuseppe), il clan Mazzarella, il clan Del Prete ed il clan Buonerba, dall'altro la cosiddetta Paranza dei Bambini, così chiamata per via della giovane o giovanissima età dei suoi componenti, afferenti al cartello camorristico formato dai giovani della famiglia Giuliano (nipoti e pronipoti di Pio Vittorio), in conflitto con i loro parenti da molti anni, affiancati dai clan Sibillo, Brunetti e Amirante, quest'ultimi alleati del clan Ferraiuolo-Stolder e appoggiati esternamente dal gruppo Rinaldi di San Giovanni a Teduccio, per il controllo dei rioni di Forcella, Maddalena e Duchesca. La faida si conclude con la cacciata dei Mazzarella a San Giovanni a Teduccio e la vittoria della Paranza dei Bambini a Forcella, nonostante l'agguato mortale ai danni del boss Sibillo.[165][166]
- terza faida di Scampia: iniziata ad ottobre 2015 e tuttora in corso, più che una nuova faida, è la prosecuzione di quella precedente, conclusasi senza vincitori né vinti, ma solamente interrotta a causa della grande attenzione mediatica derivata da alcuni episodi di sangue verificatisi al suo interno; dalla ripresa delle ostilità si contano già diversi agguati mortali da parte di entrambe le fazioni (composte prevalentemente da giovanissimi e da donne, che hanno preso il posto dei boss arrestati e/o assassinati).[167]
- Faida di Miano: iniziata nel settembre 2016 e tuttora in corso, vede contrapposti i clan Nappello (costola dell'estinto clan Lo Russo) e Stabile-Ferrara di Chiaiano; i primi sono sostenuti dai Licciardi, infatti dietro la mattanza di Miano ci sarebbe la regia occulta dei Licciardi.[168]
- Faida tra i Vollaro e i Mazzarella: con l'omicidio di Ciro D'Anna, avvenuto il 23 dicembre 2019, è emersa la notizia che il clan Vollaro sarebbe in guerra con il clan Mazzarella a causa degli interessi di quest'ultimo nell'espandere i loro territori nella zona di influenza dei Vollaro, ovvero la città di Portici, storica roccaforte del clan. In passato c'erano già stati degli omicidi che si inquadrano nell'attuale scontro, risalenti addirittura all'anno 2012, dall'omicidio di Vincenzo Cotugno, per poi passare all'omicidio di Lucio Sannino nel 2014, l'omicidio di Vincenzo Provvisiero nel 2017 e infine i tentati omicidi di Carlo Vollaro, nel 2018, e di Giovanni Chivasso, nel 2019.[169][170]

### Stragi
Gli avvenimenti più importanti furono:
- Strage di Sant'Antimo; nel 1982 durante la guerra tra Nuova Camorra Organizzata e Nuova Famiglia fu ucciso il fratello di Giuseppe Puca detto o Giappone, Aniello Puca. Si aprì una piccola ma feroce faida a Sant'Antimo, in meno di 12 ore ci furono 6 morti: Costantino Petito alias Francuccio Puliciotto, Vincenzo Di Domenico alias O'Pazz e Mauro Marra uccisero Mattia Di Matteo, 33 anni (esecutore materiale dell'uccisione del fratello di Puca), Giovanni Cioffi, 23 anni e Franco di Domenico, 28 anni. La sera stessa vennero uccise tre donne della famiglia Di Matteo: Angela Ceparano, 48 anni; Patrizia Di Matteo, 18 anni; Francesca Di Maggio, 24 anni; rispettivamente madre, sorella e moglie di Mattia Di Matteo. Dal massacro si salva soltanto un bambino di tre anni. La polizia lo trova piangente dietro un divano accanto al corpo di sua madre Francesca. Moventi del massacro familiare erano lo sgarro fatto al Puca e il fatto che i Di Matteo conoscevano dei segreti scottanti riguardo alla NCO appresi durante i colloqui col figlio carcerato Antonio Di Matteo, in quel momento detenuto con Pasquale D'Amico nel supercarcere di Marina del Tronto ad Ascoli Piceno, dove era detenuto il superboss Raffaele Cutolo. Pochi giorni dopo la strage verrà trovato impiccato Antonio Di Matteo, in un primo momento si pensò a un suicidio, poi si saprà che fu ucciso da Pasquale D'Amico detto O'Cartunato su ordine di Cutolo.
- Strage di Torre Annunziata o Strage di Sant'Alessandro: avvenuta a Torre Annunziata (NA), presso il circolo dei pescatori, il 26 agosto 1984, nell'ambito della faida tra le coalizioni Casalesi-Alfieri e Nuvoletta-Gionta (un tempo, tutti alleati nella faida contro la NCO di Raffaele Cutolo). Da un autobus precedentemente rubato, scesero una dozzina di killer inviati da Antonio Bardellino e Carmine Alfieri, che iniziarono a fare fuoco per circa due minuti contro il circolo dei pescatori, luogo di ritrovo abituale degli affiliati del clan Gionta. Alla fine si contarono otto morti e sette feriti gravi.
- Strage di Croce di Cava de' Tirreni: avvenuta il 16 maggio 1987 e scaturita dalla faida tra i clan D'Agostino-Panella e Grimaldi di Salerno. Nella strage, eseguita dal clan Grimaldi, morirono Corrado Gino Ceruso, di 37 anni, cognato del boss Amedeo Panella; Ferruccio Scoppetta, 21 anni e il 24enne Vincenzo Gargano. La strage venne considerata come la risposta all'omicidio del nipote del boss Lucio Grimaldi, Giuseppe Nese, detto "Peppe o' Niro", occorso nel marzo del 1987[171].
- Strage del Venerdì Santo di Torre del Greco: Il 1º aprile del 1988 in un locale di Torre del Greco (NA) furono uccise quattro persone, tra le quali il boss emergente Ciro Fedele; a compiere la strage furono alcuni esponenti del clan rivale dei Gargiulo che vollero così vendicare la precedente uccisione del loro capo-clan, Vincenzo Gargiulo.
- Strage di Mariglianella: Il 27 settembre 1988, in una zona periferica del comune di Mariglianella, furono trucidati i fratelli Carmine, Michele e Carlo Pizza, rispettivamente di anni 29, 23 e 21. I tre, di Piazzolla di Nola, pregiudicati e contigui al clan Alfieri, stavano recandosi ad un incontro al quale, oltre a loro, avrebbero dovuto prender parte alcuni appartenenti al clan. Ad un certo punto, l'auto a bordo della quale viaggiavano, un'Alfa 2000, fu raggiunta da una pioggia di proiettili che li uccise. L'esecuzione fu particolarmente violenta tanto che, a uno di loro, una scarica di pallettoni staccò la testa. La strage fu ordinata da Carmine Alfieri, che condannò a morte i tre fratelli in quanto rei di volersi staccare dal suo clan per mettersi in proprio[172][173].
- Strage di Castellammare di Stabia: il 21 aprile 1989 tra Castellammare di Stabia e Gragnano (NA), un commando al servizio del boss Imparato tentò di uccidere il boss rivale, Michele D'Alessandro, nell'agguato morirono quattro guardaspalle del D'Alessandro, mentre lui, pur rimanendo gravemente ferito, riuscì a salvarsi.
- Strage di Ponticelli: avvenuta il 12 novembre 1989 nel Bar Sayonara di Ponticelli, quartiere della zona est di Napoli; circa sei killer spararono con armi automatiche tra la folla uccidendo sei persone e ferendone un'altra. Due delle persone decedute erano semplici passanti, totalmente estranei ad ambienti criminali.
- Strage di Pescopagano: avvenuta a Pescopagano, frazione di Mondragone (CE), il 24 aprile 1990 all'interno del Bar Centro; alla fine si contarono cinque vittime: tre tanzaniani, un iraniano ed un italiano ucciso per errore, e sette feriti, tra cui il gestore del bar e suo figlio quattordicenne, rimasto paralizzato perché colpito ad una vertebra.[174][175][176]
- Strage dei Quartieri Spagnoli o Strage del Venerdì Santo: compiuta il 29 marzo 1991 da esponenti del clan Mariano contro un gruppo scissionista interno, nell'agguato morirono tre persone e quattro, estranee al clan, rimasero ferite.
- Strage di Piazza Crocelle: avvenuta a Napoli, nel quartiere industriale di Barra, il 31 agosto 1991, nata probabilmente per futili motivi e per contenere le mire espansionistiche della famiglia Liberti, vide tre morti ammazzati, due feriti (tra cui un bambino di 8 anni) ed una donna anziana morta per infarto.[177]
- Strage di Scisciano: Il 21 novembre del 1991 alcuni killer del clan Cava, a Spartimento di Scisciano, trucidarono a colpi di Kalashnikov i cugini Eugenio (ex sindaco di Quindici, destituito per rapporti con la cosca Graziano) e Vincenzo Graziano, di 30 e 22 anni, nipoti del sindaco-boss di Quindici Raffaele Pasquale Graziano, e il 21enne Gaetano Santaniello, guardaspalle dei cugini Graziano. Il massacro, portato a termine con modalità estremamente efferate (i killer infierirono sui cadaveri dei malcapitati, arrivando a sfigurare Eugenio Graziano a colpi di kalashnikov), è stato uno dei più terribili atti della faida tra i Cava e i Graziano.[178]
- Strage di Acerra: avvenuta ad Acerra (NA), il 1º maggio del 1992 in ambito della faida tra i Di Paolo-Carfora ed i Crimaldi-Tortora. Per vendicare l'uccisione del fratello del boss Di Paolo, un gruppo di sicari del clan uccise cinque persone e ne ferì altre due, sterminando così un'intera famiglia, compreso un ragazzino innocente di appena quindici anni.[179][180]
- Strage del Bar Fulmine a Secondigliano: avvenuta a Napoli, nel quartiere di Secondigliano, all'ingresso del suddetto locale, il 18 maggio 1992. L'agguato costò la vita a cinque persone, mentre altre due vennero gravemente ferite. La reazione alla strage fu l'uccisione di Maria Ronga, madre del potente boss di Mugnano di Napoli Antonio Ruocco, autore dell'assalto.[181]
- Strage di Pimonte: il 20 novembre del 1995, a Pimonte, comune dei Lattari, una zona da poco colpita da una cruenta faida che ha provocato quasi 100 morti ammazzati in due anni (quella tra gli Imparato e i D'Alessandro) e dove sono arroccati i fedelissimi del boss Mario Umberto Imparato, che fu abbattuto dalla polizia tra quelle montagne. In una masseria è in corso un summit tra camorristi del luogo, un tempo legati al defunto boss Umberto Mario Imparato e poi al fratello Francesco (rimasto vittima di 'lupara bianca'), che viene interrotto dalla Polizia e dai Reparti Speciali dei NOCS, i quali penetrano nella masseria grazie all'aiuto di un delatore in passato affiliato al clan, poi ferito a colpi di pistola dal boss Afeltra, che gli spara dopo aver intuito il tranello. Nasce un feroce conflitto a fuoco, che vede contrapposti i tre criminali con i poliziotti e Reparti Speciali dei Carabinieri. Alla fine, moriranno tre camorristi latitanti: Pasquale Afeltra, Giacomo Avitabile e Giovanni Zurlo.[182]
- Strage di Lauro o Strage delle donne: avvenuta a Lauro (AV), provocata dalla faida decennale tra i clan Cava e Graziano. La sera del 26 maggio 2002, un'automobile che trasportava alcune donne del clan Cava viene seguita e speronata da un'altra auto guidata da Luigi Salvatore Graziano con alcune parenti, che volevano vendicare il fallito agguato ordito dalle Cava ai danni di Stefania e Chiara Graziano, le due figlie del boss Luigi Salvatore, avvenuto appena un'ora prima, a seguito del quale le Cava si erano liberate delle armi usate; trovatesi senza possibilità di difesa, queste tentarono di scappare a piedi, ma furono assalite dal fuoco dei sicari dei Graziano; alla fine si contarono tre morti (tutte donne del clan Cava, di cui una, Clarissa, aveva appena sedici anni) e cinque feriti.[183]
- Strage di San Michele: maturata durante la faida tra il clan Tavoletta-Cantiello e la fazione dei casalesi facenti capo a Bidognetti, avvenne il 29 settembre 2003 a Villa Literno (CE); due sicari appartenenti ai Tavoletta-Cantiello tesero un agguato a cinque uomini dell'altra fazione; di questi, due morirono (Vincenzo Natale, pregiudicato di 25 anni e Giuseppe Rovescio di 24 anni) ed altri tre furono feriti.[62]
- Strage di Casavatore: Il 31 gennaio 2005 avvenne il triplice omicidio di Giovanni Orabona (Casavatore, 12 agosto 1981 - 31 gennaio 2005), Antonio Patrizio (Casavatore, 26 settembre 1979 - 31 gennaio 2005) e Giuseppe Pizzone (Casavatore, 4 luglio 1979 - 31 gennaio 2005), tutti e tre pregiudicati e affiliati al clan Ferone (clan vicino ai Di Lauro). La strage va a inserirsi nel contesto della prima faida di Scampia che vede contrapposti il clan Di Lauro contro quello degli Scissionisti; dopo tale episodio il clan Ferone passerà nelle file degli Scissionisti e rappresenterà l'atto conclusivo della faida che vide la vittoria di questi ultimi.
- Strage di Castel Volturno o Strage di San Gennaro: la sera del 18 settembre 2008 vengono uccisi in un agguato ad Ischitella, frazione di Castel Volturno, sei extracomunitari da tempo residenti nella zona. L'agguato seguì l'omicidio di Antonio Celiento, avvenuto mezz'ora prima a Baia Verde (altra frazione di Castel Volturno), eseguito dallo stesso gruppo di fuoco.[184]

## I rapporti con le altre organizzazioni mafiose

### Cosa nostra
Vari clan di camorra hanno intrattenuto rapporti, più o meno duraturi, con Cosa nostra. 
Elementi di spicco dei Corleonesi (come Luciano Leggio, Salvatore Riina, Leoluca Bagarella, Bernardo Provenzano, Pippo Calò, Giovanni Brusca e Gaspare Mutolo) si allearono con i clan camorristici dei Nuvoletta, Lubrano-Ligato e Gionta mentre i rivali Carmine Alfieri e i Casalesi erano alleati dei boss perdenti come Gaetano Badalamenti, Tommaso Buscetta e i clan catanesi Ferlito-Cappello. Forti erano anche gli intrecci tra Michele Zaza (referente di Cosa nostra in Campania) e i boss palermitani Rosario Riccobono e Stefano Bontate e quelli intercorsi tra Ciro Mazzarella e il padrino catanese Pippo Calderone che, stando alle dichiarazioni di certuni collaboratori di giustizia, sarebbe stato il padrino di uno dei figli di Mazzarella. Tra le due organizzazioni non sono mancati, inoltre, rapporti di inimicizia; Cosa nostra, difatti, era particolarmente invisa a Raffaele Cutolo, che si oppose alle attività dei mafiosi siciliani in Campania, da lui considerati alla stessa stregua di colonizzatori abusivi.
In passato il clan Russo di Nola ha avuto legami con la mafia, in particolare negli anni '80 e '90, al tempo dell'era mafiosa dei Corleonesi. Nel 2019, la Direzione Investigativa Antimafia di Catania ha smantellato un'alleanza tra il clan Mallardo, il clan dei Casalesi e membri della potente famiglia mafiosa catanese, guidata da Vincenzo Enrico Augusto Ercolano, figlio di Giuseppe Ercolano (deceduto, ma un tempo importante membro della mafia catanese) e Grazia Santapaola, sorella dello storico boss Benedetto Santapaola. Nell'operazione la DIA ha confiscato anche 10 milioni di euro.

### 'Ndrangheta
Nel corso del 900 vi sono stati vari intrecci di favori e di cooperazione tra camorristi e 'ndranghetisti. 
Negli anni '70, in occasione della prima guerra di 'ndrangheta, il boss reggino Paolo De Stefano chiese e ottenne da Raffaele Cutolo, capo della Nuova Camorra Organizzata, l'omicidio di Don Mico Tripodo, altro boss reggino in carcere a Napoli. 
Tra famiglie delle due organizzazioni vi furono anche doppie affiliazioni come quella del camorrista Antonio Schettini affiliato al clan di Giuseppe Flachi o di Franco Coco Trovato affiliato alla famiglia di Carmine Alfieri.
Roberto Cutolo, figlio di Raffaele Cutolo, fu ammazzato il 19 dicembre 1990 a Tradate, in Lombardia, da killer inviati da Franco Coco Trovato e Giuseppe Flachi, grossi esponenti della 'Ndrangheta in Lombardia, su richiesta di Mario Fabbrocino, intenzionato a vendicare il fratello, ucciso dieci anni prima per ordine di Cutolo. Per ricambiare il favore alla mafia calabrese, i Fabbrocino e gli Ascione avrebbero ucciso Salvatore Batti, storico rivale dei Trovato e dei Flachi, con i quali il gruppo criminale di Batti era in guerra per il controllo della droga a Milano. Salvatore Batti era tornato nel suo paese d'origine, San Giuseppe Vesuviano, per sfuggire alla faida con i calabresi, che stava concludendosi con la sconfitta della sua organizzazione. L'omicidio del Batti sancì, di fatto, la vittoria di Trovato, di Pepè Flachi e dei rispettivi gruppi criminali.
Nel 2019, le indagini della polizia italiana rivelano legami tra il clan Contini e i fratelli Crupi, membri della potente 'Ndrina Commisso. Secondo quanto riferito, entrambe le organizzazioni collaborano nel settore del traffico di droga.

### Banda della Magliana
La camorra intrattiene rapporti con le associazioni mafiose operanti nella capitale, quali la Banda della Magliana, in particolare con Massimo Carminati, i Fasciani e i Casamonica. Raffaele Cutolo, nel corso di alcuni processi, indicò Nicolino Selis - uno dei capi della Banda della Magliana, che capeggiava un gruppo operante su Ostia - quale referente della NCO nella Capitale. Negli anni '80 Michele Senese si trasferisce nella Capitale. Grazie al suo carisma criminale, Senese ha stretto rapporti ed alleanze con altre organizzazioni criminali come quelli con Banda della Magliana, e la famiglia Nicoletti, il cassiere della Banda.

### Cartelli sudamericani
I legami tra i cartelli della droga sudamericani e i clan camorristici risalgono almeno agli anni '80, avendo nel corso degli anni stabilizzati numerosi canali privilegiati della droga dal Sud America all'Europa.
Secondo le indagini, il camorrista Tommaso Iacomino avrebbe negoziato con i capi dei cartelli della droga peruviani e colombiani sul traffico di cocaina.
Giuseppe Gallo detto 'o pazz (il matto), boss del clan Vangone-Limelli, avrebbe contatti con narcotrafficanti colombiani in grado di raggiungere accordi per l'acquisto di ingenti quantitativi di cocaina, rifornendo diversi clan del napoletano.
Nel 2016 Salvatore Iavarone, broker in Sud America rappresentante del clan Tamarisco di Torre Annunziata, è stato arrestato in Ecuador.  Si ritiene che Iavarone sia il collegamento principale per la spedizione di narcotici dall'Ecuador all'Europa.  Altri 28 membri furono arrestati durante questa operazione. La polizia ha anche confiscato 11 milioni di euro appartenuti a Iavarone in Ecuador.
Il 4 luglio 2019 la Guardia di Finanza sequestrò nel porto di Genova 538 kg di cocaina, per un valore di 200 milioni di euro, destinati alla camorra. Secondo i rapporti, la droga è stata trovata in 19 sacchi all'interno di un container arrivato dalla Colombia. Su ciascuno dei pani c'era una falsa banconota da 500 euro, simbolo noto per essere quello di un nuovo cartello colombiano nato dalla fusione di diversi altri cartelli. Il container era diretto a Napoli ma è stato intercettato al porto di Genova.
Il 18 dicembre 2019 la polizia italiana ha arrestato 12 persone, tra cui membri di un cartello internazionale della droga dedito al traffico di droga tra Colombia e Italia. Secondo le indagini, la cocaina portata dalla Colombia era pura e di alta qualità e, una volta arrivata in Italia, veniva venduta al prezzo "al dettaglio" di 200 euro al grammo, il tutto gestito da camorristi.  Tra gli arrestati nell'operazione c'era Salvatore Nurcaro, noto esponente del clan Rinaldi.

### Triade cinese
Secondo l'esperto di organizzazioni terroristiche e del crimine organizzato di tipo mafioso Antonio De Bonis, esiste una stretta relazione tra le Triadi e la Camorra e il porto di Napoli è il punto di approdo più importante delle attività gestite dai gruppi cinesi in cooperazione con la camorra. Tra le attività illegali in cui le due organizzazioni criminali lavorano insieme ci sono il traffico di esseri umani e immigrazione clandestina finalizzata allo sfruttamento sessuale e lavorativo di cinesi sul territorio italiano, il traffico di stupefacenti e il riciclaggio di capitali illeciti attraverso l'acquisto di immobili, esercizi commerciali e imprese.
Nel 2017, gli investigatori hanno scoperto un piano tra la camorra e le bande cinesi: queste esportavano rifiuti industriali dall'Italia alla Cina che hanno garantito ricavi per milioni di euro per entrambe le organizzazioni. I rifiuti industriali lasciavano Prato e arrivavano a Hong Kong. Tra i clan coinvolti in questa alleanza c'erano il clan dei Casalesi, il clan Fabbrocino e il clan Ascione.

### Mafia nigeriana
I rapporti tra camorra e mafia nigeriana riguardano soprattutto il traffico di droga e la prostituzione. In particolare, i camorristi permettono ai clan nigeriani di organizzare la tratta delle donne sul territorio in cambio di una quota sui guadagni.
Il 26 aprile 2021 sono stati arrestati 5 soggetti ritenuti appartenenti al gruppo camorristico "Sorianiello" accusati, a vario titolo, di omicidio, tentato omicidio, porto e detenzione illegale di armi e detenzione ai fini di spaccio di sostanze stupefacenti aggravati dal metodo mafioso. L'operazione è stata compiuta dai carabinieri del comando provinciale di Napoli e del reparto territoriale di Mondragone, in provincia di Caserta. Le indagini coordinate dalla Dda hanno fatto luce sull'agguato scattato a Castel Volturno, in provincia di Caserta, il 10 settembre 2020, durante il quale venne ucciso Desmond Oviamwonyi e ferito Morris Joe Iadhosa. Oviamwonyi era rimasto coinvolto nella sottrazione di una busta di sostanza stupefacente, marijuana e cocaina, per un valore sul mercato di circa 40.000 euro. Ladhosa invece era estraneo alla vicenda. Secondo quanto accertato la spedizione punitiva venne architettata per colpire Oviamwonyi e un altro nigeriano Leo Uwadiae, con i quali i "Soraniello" avevano stipulato un patto: il pagamento di duemila euro per la restituzione della droga. Ma Oviamwonyi e Uwadiae si rifiutarono di consegnare la busta prima di avere tra le mani la somma di danaro richiesta. Il gruppo criminale decise quindi di punirli con un raid durante il quale vennero sparati numerosi colpi di pistola.

### Mafia albanese
Dalla seconda relazione semestrale del 2010 della DIA vengono illustrati contatti tra la mafia albanese e il clan Mazzarella, con gli Scissionisti di Secondigliano e il clan Serino di Sarno.
Il 26 novembre 2010 a Napoli è stato ucciso Cela Aristir di 28 anni, albanese e ferito un suo connazionale di 27 anni. Da quanto appurato dai carabinieri i due albanesi erano stati più volte minacciati poiché continuavano a non versare il "pizzo" al clan su quanto guadagnato da due donne loro protette. Il 26 novembre la coppia di "ribelli" sarebbe stata prelevata da un commando di cinque persone per essere portata davanti ai capi della cosca. Gli albanesi tentarono di scappare, ma furono raggiunti da due killer che esplosero numerosi colpi d'arma da fuoco, ferendoli entrambi in due momenti diversi. Per l'omicidio e il tentato omicidio si sono costituiti il 6 dicembre 2010 nel carcere di Benevento Fabio Crocella di 31 anni e Antonio Magri di 32, quest'ultimo ritenuto dagli inquirenti affiliato al clan dei "Mazzarella". Secondo quanto emerso nel corso delle indagini, infatti, i due fermati avrebbero più volte chiesto alle vittime di pagare la somma settimanale di 700 euro a testa come ” pizzo” sullo sfruttamento della prostituzione di due connazionali. Al rifiuto opposto dagli albanesi è seguito l’agguato del 26 novembre, in vico Colonna al Lavinaio, a Napoli. Aristir, ferito gravemente alla testa, morì dopo sei giorni di agonia nell’ospedale Loreto Mare di Napoli, dove fu ricoverato insieme al connazionale.

## Clan
- Alleanza di Secondigliano
- Camorra newyorkese
- Clan Abate
- Clan Abete-Abbinante-Notturno-Aprea
- Clan Alfieri
- Clan Aprea-Cuccaro
- Clan Ascione
- Clan Belforte
- Clan Cava
- Clan Cesarano
- Clan Cimmino
- Clan Contini
- Clan D'Agostino-Panella
- Clan D'Alessandro
- Clan De Luca Bossa
- Clan dei Casalesi
- Clan Di Biasi
- Clan Di Lauro
- Clan Fabbrocino
- Clan Farina
- Clan Galasso di Poggiomarino
- Clan Gallo-Cavalieri
- Clan Gionta
- Clan Giuliano
- Clan Graziano
- Clan Lago
- Clan La Torre
- Clan Licciardi
- Clan Lo Russo
- Clan Lubrano-Ligato
- Clan Maiale
- Clan Mallardo
- Clan Mariano
- Clan Matrone
- Clan Mazzarella
- Clan Misso
- Clan Moccia
- Clan Nuvoletta
- Clan Omobono-Scarpa
- Clan Orefice
- Clan Orlando
- Clan Pagnozzi
- Clan Pariante
- Clan Pecoraro-Renna
- Clan Perrella
- Clan Polverino
- Clan Puca
- Clan Puccinelli
- Clan Ricci
- Clan Rinaldi
- Clan Russo dei Quartieri Spagnoli
- Clan Russo di Nola
- Clan Sacco-Bocchetti
- Clan Sarno
- Clan Serino
- Clan Terracciano
- Clan Vangone-Limelli
- Clan Vollaro
- Nuova Camorra Organizzata
- Nuova camorra pugliese
- Nuova Famiglia
- Scissionisti di Secondigliano

## Boss
- Alberto Beneduce
- Alfonso Rosanova
- Alfredo Maisto
- Angelo Nuvoletta
- Aniello La Monica
- Anna Mazza
- Antonio Bardellino
- Antonio Iovine
- Antonio Spavone
- Assunta Maresca
- Carmine Alfieri
- Carmine Montescuro
- Carmine Schiavone
- Cesare Pagano
- Ciro Mazzarella
- Ciro Sarno
- Cosimo Di Lauro
- Edoardo Contini
- Filippo Abate
- Francesco Bidognetti
- Francesco Mallardo
- Francesco Matrone
- Francesco Schiavone
- Gennaro Licciardi
- Giuseppe Misso
- Giuseppe Puca
- Giuseppe Setola
- Lorenzo Nuvoletta
- Luigi Giuliano
- Marco Di Lauro
- Maria Licciardi
- Mario Fabbrocino
- Mario Iovine
- Michele D'Alessandro
- Michele Senese
- Michele Zagaria
- Michele Zaza
- Paolo Di Lauro
- Pasquale Galasso
- Pasquale Russo
- Pasquale Simonetti
- Raffaele Amato
- Raffaele Cutolo
- Raffaele Stolder
- Rosetta Cutolo
- Renato Cinquegranella
- Salvatore Russo
- Umberto Ammaturo
- Valentino Gionta
- Vincenzo Licciardi
- Vittorio Nappi

## Vittime famose
- Antonio Ammaturo[non chiaro]
- Franco Imposimato
- Giancarlo Siani
- Giuseppe Diana
- Annalisa Durante
- Gelsomina Verde
- Attilio Romanò

## Nell'arte
La camorra ha ispirato diversi autori cinematografici e televisivi, che ne hanno tratto racconti e documentari a partire dalla metà del XX secolo.

### Cinema
- I contrabbandieri del mare, 1948
- Processo alla città, 1953
- La sfida, 1957
- Il re di Poggioreale, 1961
- Lo sgarro, 1962
- Le mani sulla città, 1963
- Camorra, 1972
- La legge della Camorra, 1973
- Sgarro alla camorra, 1973
- Piedone lo sbirro, 1973
- I guappi, 1974
- L'ambizioso, 1975
- Napoli violenta, 1976
- Napoli spara!, 1977
- Napoli si ribella, 1977
- Onore e guapparia, 1977
- La mazzetta, 1978
- L'ultimo guappo, 1978
- Napoli... serenata calibro 9, 1978
- Il mammasantissima, 1979
- I contrabbandieri di Santa Lucia, 1979
- Napoli... la camorra sfida, la città risponde 1979
- Luca il contrabbandiere, 1980
- Napoli, Palermo, New York - Il triangolo della camorra, 1981
- Lo studente, 1983
- Mi manda Picone, 1983
- Guapparia, 1984
- Ternosecco, 1985
- Il camorrista, 1986
- Un complicato intrigo di donne, vicoli e delitti, 1986
- Scugnizzi, 1989
- Pianese Nunzio, 14 anni a maggio, 1996
- Luna rossa, 2001
- La vita degli altri, 2002
- Il latitante, 2003
- Certi bambini, 2004
- Gomorra, 2008
- Fortapàsc, 2009
- Sodoma... L'altra faccia di Gomorra, (2013)
- Perez., 2014
- Ammore e malavita , 2017
- Il sindaco del rione Sanità, 2019
- 5 è il numero perfetto, 2019
- La paranza dei bambini, 2019
- L'immortale, 2019

### Documentari
- Robinù, di Michele Santoro (2016).
- ES17 - Dio non manderà nessuno a salvarci, di Conchita Sannio e Roberto Saviano (2018).
- King of Crime - Paolo di Lauro, boss di camorra, di Roberto Saviano (2018).
- King of Crime - Intervista a un boss di camorra, di Roberto Saviano (2018).
- Il giorno del giudizio - Come ho catturato l'ultimo dei Casalesi, (2019).

### Letteratura
- La camorra (composizione di Astor Piazzolla, ispirata all'organizzazione criminale)
- Gomorra (romanzo di Roberto Saviano)
- La paranza dei bambini (romanzo di Roberto Saviano)

### Televisione
- Storie della camorra (1978)
- Naso di cane (1986)
- L'ombra nera del Vesuvio (1987)
- Il ricatto (1989)
- Il ricatto 2 (1991)
- La squadra
- La nuova squadra
- Il clan dei camorristi
- Pupetta - Il coraggio e la passione
- Per amore del mio popolo
- Gomorra - La serie
- Sotto copertura (2015-2017)
- In punta di piedi (2018) – film TV
- Rosy Abate 2 - La serie (2019)
- Mare fuori (2020-in corso)

### Fumetti
Le bizzarre avventure di JoJo: Vento Aureo (1995)